# 2008년 대한민국 미국산 쇠고기 수입 협상 논란
2008년 4월에 열린 한미 쇠고기 협상에서, 2003년 12월 미국에서 소해면상뇌증(광우병) 발생 후 수입 금지와 재개가 되풀이되던 쇠고기의 수입을 재개하고 부위 대부분을 자유롭게 수입할 수 있도록 합의되었다. 협상 직후 공개된 주요 내용과 2008년 5월 5일에 공개된 합의문은 축산농가의 피해, 광우병의 위험성에 대한 우려와 함께 국민의 의견이 반영되지 않은 것이 지적되어 각계 각층으로부터 논란을 불러일으켰고, 정당, 각종 언론, 전문가 등이 문제를 제기하면서 논란은 더욱 증폭되었다. (한미 쇠고기 협상과 관련한 논란은 이전에도 존재하였으나, 2008년에 협상이 체결되면서 논란이 확대되었다.) 이후 국회와 방송에서 각종 보도와 토론이 진행되었으나, 정부측의 설득과 국민의 재협상 요구는 계속되었다. 정부는 2008년 6월 26일 고시를 관보에 게재하면서 미국산 쇠고기 수입을 재개했다.

## 개요
2003년 미국의 광우병 발생으로 중단되었던 미국산 쇠고기의 수입이 2006년 ‘30개월 미만, 뼈를 제거한 고기’라는 조건으로 재개되면서 광우병에 대한 관심과 보도가 증가하였다.
2008년 초 미국에서 암소를 학대하는 동영상 이 유포되었고, 4월 18일에 ‘뼈와 내장을 포함한 30개월 이상, 대부분의 특정위험부위를 포함한 30개월 미만’의 미국산 쇠고기를 수입하는 협상이 체결되면서 이른바 '광우병 논란'이 일기 시작했다.
특히 인터넷을 통한 광우병에 대한 잘못된 정보의 유포를 통해, 흔히 미국산 쇠고기는 공기로도 전염되는 광우병을 가지고 있다는 내용 등의 잘못된 내용이 전달되기도 하였다. 정부의 안일한 협상내용에 많은 사람들이 분노하였으며, 5월 2일과 5월 3일에는 청계 광장에 대규모 시위가 열리기도 하였다. 일부 연예인들은 시위에 참가하거나 자신의 미니 홈피에 이명박 대통령과 미국 쇠고기 수입에 대한 비판의 글을 담기도 하였다.
이명박 대통령의 미니홈피에 누리꾼들의 각종 댓글이 쇄도하여 게시판을 폐쇄하기도 하였고, 이명박 대통령에 대한 탄핵 서명운동이 인터넷에서 벌어져 5월 4일에 100만 명을 돌파하였다. 5월 6일 농림수산식품부와 보건복지가족부가 주최하는 미국산 쇠고기 안전성 설명회가 서울 세종로 외교통상부청사에서 열리는 등, 정부의 대책이 뒤따랐으나, 6월 2일의 여론 조사에서는 대다수 국민들이 협상에 반대한 것으로 나타났다. 정부의 대응은 협상에 반대하는 촛불집회를 확대시켰다.

## 협상

### 주요 내용
양국간의 협상은 미국산 쇠고기 검역의 조건을 대폭적으로 낮추어 중단되었던 수입을 재개하는 내용으로, 2008년 4월 18일 합의되었다. 당초 합의 내용대로라면 대한민국은 미국으로부터 연령 30개월 미만 소는 편도와 소장 끝부분을 제외한 모든 부위(두개골, 뇌, 3차신경절, 눈, 등골뼈, 척수, 등근신경절 등 대부분의 특정위험물질(Specified Risk Material, 이하 SRM)을 포함한 부위, 30개월 이상 소는 SRM을 제외한 모든 부위(뼈 포함)의 수입이 허용되게 되어 있었으나, 추가협의를 통해 30개월 미만 소에서도 안구, 뇌 등 SRM부위를 추가적으로 제거하기로 합의하였다. 정부 측은 당초 협상결과를 국제수역사무국(OIE)의 기준을 따른 것이라 밝혔다.
쇠고기 전면 수입은 한미FTA 협정안 마련 과정에서도 양국 간에 많은 의견 충돌이 있었으나, 결국 합의하지 못한 채 한미FTA 최종안이 작성되었다. 그러나 미국축산협회와 미국의 축산 관련 기업에서는 미국산 쇠고기의 세 번째 주요 수입국인 대한민국의 쇠고기 시장 개방을 강하게 요구하여 왔으며, 그간 한미 FTA 비준의 선결조건으로 주장해 왔다.
- 다음 그림은 협상 내용의 반영 전과 후, 그리고 일본의 경우에 대한 미국 쇠고기 수입 범위를 나타낸다.

| 구분            | 살코기 | 뼈 | 내장 | 분쇄육 | 특정위험물질 (SRM) | 특정위험물질 (SRM) | 특정위험물질 (SRM) | 특정위험물질 (SRM) | 특정위험물질 (SRM) | 특정위험물질 (SRM) | 특정위험물질 (SRM) |
| 구분            | 살코기 | 뼈 | 내장 | 분쇄육 | 척추               | 척수               | 머리뼈             | 뇌                 | 눈                 | 편도               | 소장끝             |
| --------------- | ------ | -- | ---- | ------ | ------------------ | ------------------ | ------------------ | ------------------ | ------------------ | ------------------ | ------------------ |
| 20개월 미만     | ●      | ●  |      |        |                    |                    |                    |                    |                    |                    |                    |
| 20개월 - 30개월 |        |    |      |        |                    |                    |                    |                    |                    |                    |                    |
| 30개월 이상     |        |    |      |        |                    |                    |                    |                    |                    |                    |                    |

| 범례 |   | 협상 내용 반영 전               |
|      |   | 협상 내용 반영 후 (2008년 4월)  |
|      |   | 추가 협의로 제외됨 (2008년 6월) |
|      | ● | 일본                            |

광우병과 직접 관련이 없는 수입 위생 조건도 일부 완화되었다. 2년간 구제역 발생이 없어야 했던 조건이 1년으로 단축되었고, 도축소는 건강한 것이어야 한다는 조항도 바뀌었다.
- 다음 표는 광우병 이외 부분 위험방지를 위한 수입위생조건을 비교한 것이다.[17]

| 기존 수입위생조건 | 새 수입위생조건 |
| --- | --- |
| 구제역은 과거 2년간, 우역·우폐역·럼프스킨병·리프트계곡열은 과거 3년간 각각 발생된 사실이 없어야 함 (2조)                         | 과거 12개월간 구제역이, 과거 24개월간 우역·우폐역·럼프스킨병과 리프트계곡열이 발생하지 않아야 함 (2조)                                                                  |
| 도축소는 대한민국 정부가 승인한 작업장에서 미국 정부 수의관이 실시한 생체 및 해체검사 결과 이상이 없고 건강한 것이어야 함 (12조) | 한국으로 수출하는 쇠고기 또는 쇠고기 제품은 미국 정부가 자격을 승인한 육류작업장(도축장)에서 미국 농업부 검사관이 실시한 생체 및 해체검사에 합격한 소로부터 유래 (15조) |
| 수출 쇠고기는 이온화 방사선 또는 자외선 처리를 아니한 것이며, 연육제 투여도 할 수 없음 (15조)                                    | 쇠고기 및 쇠고기 제품은 한국 법규에 따라 이온화 방사선, 자외선 및 연육제로 처리될 수 있음 (18조)                                                                        |

- 다음 표는 검역 및 규제 조처 완화에 대한 내용이다.[18]

| 구분                                  | 기존 수입위생조건 | 새 수입위생조건 |
| ------------------------------------- | --- | --- |
| 검역 중 위해물질에 대한 조처          | 해당 쇠고기를 반송 또는 폐기 처분할 수 있음 해당 쇠고기를 생산한 작업장에 대해 한국으로 수출선적을 잠정 중단시킬 수 있음 | 해당 로트(특정 작업라인에서 특정 기간 동안 생산된 물량)의 쇠고기만 불합격 조치할 수 있음 해당 작업장에서 생산된 제품은 계속 검역검사를 받을 수 있음    |
| 문제가 된 미국 수출작업장에 대한 조처 | 미국 정부와 협의에도 불구하고 문제가 해소되지 않을 경우 해당 수출작업장의 승인을 취소할 수 있음                          | 동일한 작업장 내 별개의 로트에서 최소 2회이상 위해물질이 발견될 경우 개선 조처 때까지 수출 중단 중단일 이전에 생산된 쇠고기는 검역검사를 받을 수 있음. |
| 현지 점검 및 조처                     | 현지점검에서 중대 위반 사실을 발견할 때에는 미국 정부에 수출중단 요구                                                    | 중대 위반사항 발견한 경우 점검단은 적절한 개선조처에 대해 미국 정부와 협의                                                                             |

#### 협상 대표
2008년 미국산 쇠고기 수입 협상과 관련한 주요 인물과 직책은 다음과 같다.
- 이명박 대통령
  - 김중수 청와대 경제수석
  - 민승규 농수산 비서관
- 한승수 국무총리

농림수산식품부
- 
- 정운천 농림수산식품부 장관
  - 정학수 제1차관
  - 박덕배 제2차관

협상단
- 민동석 농림수산부 농업통상정책관 한미 쇠고기 협상 수석대표
  - 이상길 농림수산부 축산정책단장
  - 김창섭 농림수산부 동물방역팀장
  - 조신희 농림수산부 통상협력과장
  - 위성환 수의과학검역원 검역검사과장
  - 권창희 수의과학검역원 해외전염병과장
  - 김효룡 수의과학검역원 수입위험평가과 수의사무관

외교통상부
- 유명환 외교통상부 장관
- 김종훈 외교통상부 통상교섭본부 본부장
- 최종현 외교통상부 지역통상국장

### 쇠고기 청문회
5월 7일에는 국회 농림해양수산위원회에서 '쇠고기 청문회'가 개최되어, '검역주권 포기', '쇠고기 안정성', '재협상', '전·현정부 책임론' 등이 논의되었다. 조경태 의원은 정운천 농림수산식품부 장관에게 “값싸고 질 좋은 30개월 이상 쇠고기가 있느냐?”라고 질문하며 장관은 자격이 없다, 물러나야 한다며 비판을 했다. 한나라당 김형오 의원은 “공직자를 상대로 고압적으로 윽박지르는 것은 보기 안 좋다.”라며 정부 측을 두둔했다.

### 5월 추가협의
5월 19일에는 한미 쇠고기 협상에 대한 추가협의를 하였으며, 서한문 형식의 합의문을 채택하였다.

### 장관 고시
2008년 5월 29일, 정운천 농림수산식품부 장관은 미국산 쇠고기 수입위생조건을 고시했다. 장관 고시가 관보에 실리게 되면 미국산 쇠고기가 새로운 위생조건으로 대한민국에 다시 수입된다. 그러나 6월 2일, 장관 고시를 관보에 싣는 것을 유보한다고 발표하여 수입이 연기되었다. 한편, 민주사회를 위한 변호사모임(이하 민변)은 고시에 대해 6월 5일 청구인단 10만여 명의 이름으로 헌법소원 심판을 청구하였다.

### 6월 추가협의
2008년 6월 21일, 정운천 농림수산식품부 장관과 김종훈 통상교섭본부장은 6월 14일 ~ 6월 19일에 있었던 한미 쇠고기 추가협의 결과를 발표하였다. 본 추가협의에 대해 대한민국 정부 측은 '협상'이라 표현하고, 미국 정부 측은 '논의'라 표현하고 있다. 대한민국 정부 측의 발표 내용을 요약하면 다음과 같다. (미국 정부의 발표 내용과 차이가 있으며, 영문 합의문은 공개되지 않은 상태이다.)
- 30개월 이상 쇠고기에 품질 시스템 평가(QSA)를 적용하여 한국의 소비자들의 신뢰가 개선될 때까지 실효적 수입 금지
- (수입업자의 요청이 없는 한) 30개월 미만 쇠고기 중 뇌, 눈, 척수, 머리뼈 수입 금지, 반입된 경우 전량 반송
- 의심 작업장을 특정하여 조사 가능, 조사 결과 중대한 위험 발견시 미국에 해당 작업장의 수출작업 중단 요청, 미국은 요청을 받는 즉시 조치를 취함

### 국회 쇠고기 국정조사특위
8월 1일 국회 쇠고기 국정조사특위가 활동을 시작했다.
여권은 미국산 쇠고기를 다시 수입하는 게 참여정부 때 이미 결정되어 있었고 현 정부는 서명만 한 것이라 주장했다(속칭 '설거지론'). 반면, 야권은 본 협상이 정상회담에 맞춰 졸속으로 추진된 협상이라고 주장했다(속칭 '정상회담 선물론').
협상을 주도했던 민동석 전 농업통상정책관이 "쇠고기 협상은 우리가 미국에게 준 선물이 아니라 미국이 우리에게 준 선물"이라고 발언했다. 이 발언에 야당 의원들은 "대한민국 정부 관료가 참담하고 몰상식한 말을 했다"며 사과를 요구하여 기관보고가 잠시 중단되기도 했다.
이후 2011년에 위키리크스가 공개한 외교전문을 통해, 2008년 4월 19일(협상 3일전)에 김병국 당시 외교안보수석이 버시바우 당시 주한미국대사를 만나 사실상 협상을 확약한 것이 알려지면서 정상회담 선물론 주장이 사실로 확인되었다.

## 쟁점
2008년 4월의 한미 쇠고기 협상은 한국 내 산업 보호, 검역 안전, 미국과의 관계, 국민과의 의사소통 문제와 맞물려 논쟁을 불러일으켰다.

### 검역 주권 문제
쇠고기 수입 개방 합의문에 따르면 미국에서 소해면상뇌증이 다수 발생하더라도, 대한민국 정부는 임의로 미국산 쇠고기 수입을 중단하지 못한다.
미국에 BSE(광우병)가 추가로 발생하는 경우, 미국정부는 즉시 철저한 역학조사를 실시하여야 하고 조사 결과를 한국정부에 알려야 한다. 미국정부는 조사 내용에 대해 한국정부와 협의한다. 추가 발생 사례로 인해 OIE의 미국 BSE 지위 분류에 부정적인 영향을 가져올 경우 한국정부는 쇠고기와 쇠고기 제품의 수입을 중단할 것이다. — 농림수산식품부공고 제2008-45호

즉 OIE에서 판정한 후에만 대한민국 정부가 수입을 중단할 수 있도록 되어 있다. 이는 각국 정부가 수입 여부를 판단한다는 검역주권에 위배되는 조항이고 수입 결정권은 각국의 자주적인 권한인데 이것을 미국에 넘겨주듯이 협정을 맺었다는 비판이 있다.
이와 유사한 예에 대한 1998년 세계무역기구의 판례는 다음과 같다.
앞에서 지적하였듯이 제3조의 의미는 WTO 회원국이 위생검역 협정 제3조 제3항에 따라 자신의 위생검역 수준을 설정하는 권리는 독자적인 권리라는 뜻이지, 제3조 제1항은 일반적 의무에 대한 규정이고 제3조 제3항은 그에 대한 예외 규정이라는 뜻이 아니다.(즉, 제3조 제2항은 추정 규정이고 이 규정에 의하여 증명 책임이 전환된다는 뜻이 아니다. 항소기구는 제3조 제1항의 based on 과 제2항의 conform to를 같은 의미로 해석하고 제2항을 추정 규정으로 해석하여 제3항의 권리를 행사하는 측에 증명 책임이 있다는 패널 보고서를 파기하고 제1항·제2항·제3항이 독자적인 의미를 가지고 있다고 판시하였다.)
(제173절) 하지만 회원국이 자신에게 적당한 검역 수준을 설정할 수 있는 권리는 절대적이거나 무조건적인 권리는 아니다. 제3조 제3항이 이 점을 명백하게 한다.:
(위생검역협정 제3조 제3항):회원국은 과학적 증명이 있거나 또는 도입하거나 유지하려는 동식물 위생검역 수준의 결과로 제5조 제1항 내지 제8항 중 적당한 규정에 따르기로 회원국이 결정한 경우, 적합한 국제기준이나 가이드라인 또는 권고에 기초한 수단에 의하여 성취될 수 있는 것보다 더 높은 동식물 위생검역 수준으로 귀착되는 동식물 위생검역 수단을 도입하거나 유지할 수 있다. 앞 규정에 불구하고 국제기준이나 가이드라인 또는 권고에 기초한 수단에 의하여 성취될 수 있는 수준과 다른 동식물 위생검역 수준으로 귀착되는 모든 수단은 이 협정 규정에 저촉되어서는 아니된다.

(As noted earlier, this right of a Member to establish its own level of sanitary protection under Article 3.3 of the SPS Agreement is an autonomous right and not an "exception" from a "general obligation" under Article 3.1.

The right of a Member to define its appropriate level of protection is not, however, an absolute or unqualified right. Article 3.3 also makes this clear:

Members may introduce or maintain sanitary or phytosanitary measures which result in a higher level of sanitary or phytosanitary protection than would be achieved by measures based on the relevant
international standards, guidelines or recommendations, if there is a scientific justification, or as a consequence of the level of sanitary or phytosanitary protection a Member determines to be appropriate in
accordance with the relevant provisions of paragraphs 1 through 8 of Article 5. Notwithstanding the above, all measures which result in a level of sanitary or phytosanitary protection different from that which
would be achieved by measures based on international standards,guidelines or recommendations shall not be inconsistent with any other provision of this Agreement.)— WTO, EC MEASURES CONCERNING MEAT AND MEAT PRODUCTS(HORMONES)유럽공동체의 미국산 쇠고기 호르몬 사건 항소기구 보고서 제172절, 제173절

한미 쇠고기 합의문에서는 미국 내에서 소해면상뇌증이 발생했을 때 국제수역사무국(OIE)이 미국에 대해 ‘광우병 위험 통제국’ 지위를 박탈하지 않는 한 미국산 쇠고기에 대해 수입중단 조치를 내릴 수 없다는 데 합의한 것으로 알려졌다. 대한민국 정부는 미국산 쇠고기 검역과정에서 전수조사할
권한이 없으며, 소의 뇌·척수 등 특정 위험 물질(SRM)이 발견돼도 표준 검사비율(5두당 1두)만 적용해야 하는 것으로 밝혀졌다.

### 소해면상뇌증과 특정 위험 물질 논란
소해면상뇌증의 원인물질로 의심 받는 변형 프리온은 단백질 분해효소에 의해 분해되지 않으며, 열, 자외선, 화학물질, 방사선 등에 대한 강한 저항성을 가지고 있다. 가장 널리 쓰이고 있는 소독 지침으로는 2003년에 세계보건기구(WHO)에서 제시한 것이다.약 섭씨 130도 이상에서 1시간 동안 가열하거나, 수산화나트륨 용액에 수 시간 담가두는 방법으로 변형 프리온을 파괴할 수 있다고 한다. 그러나 식용인 쇠고기에 적용하기는 어렵다.
조선일보 2009년 4월 28일자 〈조선만평〉에서는 BSE에 감염된 소를 익혀먹으면 아무 문제가 없다는 주장을 하였다. 하지만 쇠고기를 익히는 것이 프리온을 분해하는 방법인지 인체감염가능성만을 없애는 것인지는 해당 만평에서 자세하게 나오지 않아 알 수 없다.이론적으로 가능한 전달 경로는 무수히 많으나, 주된 감염 경로로는 위험 물질(광우병에 감염된 소의 척추, 척수, 뇌, 소장 끝 부분 등)의 섭취, 장기 이식,혈액 수혈,오염된 수술 도구 도축에 사용한 도구를 씻은 물오염, 물질의 피부 접촉과 같은 것들이 지목되고 있다.
이에 대해 브릭-과학 갤러리에서는 사람 대 사람 감염(수혈, 수술도구, 기타 접촉)이나 라면스프, 수돗물 등의 간접감염의 가능성은 현재로선 낮거나 인정되지 않기 때문에 이를 오도하는 건 왜곡이며, 다만 가능성의 측면에서 고려해야 한다는 반응이 있었다. 특히 광우병 협상에 관해서 가장 비판적 시각을 보인 문화방송 또한 라면스프를 먹거나 소뼈의 젤라틴 성분이 들어간 기저귀로도 전염된다는 소문이 있지만, 과학적으로 입증된 얘기는 아니며 공기와 수돗물, 키스로 전염된다는 소문도 사실과 다르다는 전문가의 발언을 인용한 바 있다. 특히 연합뉴스는 FDA가 소 단백질이 사용된 화장품을 상처 난 피부 등에 사용하면 단백질이 흡수될 수 있음이 실험으로 확인됐다며 결론적으로 소 유래 단백질이 포함된 화장품을 사용할 경우 광우병 감염 위험이 일정부분 있다고 홈페이지에서 밝혔다고 주장했다. 그러나 실제 2004년 7월 14일에 보고된 보고서에서 원론적으로 지적한 감염 가능성을 지적했으며 그 후 2005년 9월 14일 홈페이지 광우병 안내 사이트의 ‘광우병과 관련해서 자주 묻는 질문’ 코너에서 동물성 지방이 함유된 화장품을 사용한다고 해서 광우병에 걸리는 것은 아니라고 설명했다. FDA는 답변에서 “세계보건기구(WHO)는 지방과 광우병의 원인이 되는 프리온 단백질을 분리하는 과정이 있기 때문에 동물성 지방으로 인한 광우병 전염 위험은 낮다는 입장”이라며 “FDA도 광우병 위험이 높은 소 성분 사용을 금지하고 있다”고 설명했다. 또 이에 따라 화장품 제조회사들은 제조과정에서 프리온과 우지를 분리하고 있다는 것이다. 광우병 유발 위험물질을 분리, 제거해 화장품은 안전하다는 입장이다. 한편, 2007년에 일본 국립동물위생연구소에서 발표한 논문에 따르면 말초신경과 부신까지 변형 프리온이 전달되기 때문에, 쇠고기의 섭취만으로도 감염될 가능성이 있다는 주장이 커지고 있다.
변종 크로이츠펠트-야코프 병의 잠복기는 최소 5년에서 20년에 이르는데다 사망후 뇌를 부검하지 않는 한 단순한 노인성 퇴행성질환과 변형 프리온에 의한 뇌손상을 구분하기 어렵기 때문에, 치매 등 노인성 퇴행성질환으로 인한 사망률의 증가가 간접적으로 광우병 사망률의 증가를 증명한다는 주장이 있다. 이는 논리적인 모순은 없는 가설이나, 변종 크로이츠펠트-야코프 병은 평균 29세로 단순 노인성 퇴행성질환보다 비교적 젊은 나이에 발병하며, 초기에는 치매 등 정신과적인 증상이 보이나 후기에는 마비, 시신경장애 등 신경학적인 증상 또한 나타나기 때문에 구분하기 어렵지 않다는 반론도 있다.
본 협상에서의 SRM 범위는 미국 FDA 기준보다 축소된 것이고, 유럽 연합 기준보다도 축소된 것이었으며, 이는 농식품부가 "광우병 경험이 더 풍부한 EU 규정을 가지고 협상했다"고 한 것과는 배치되는 것이었다. 이후 대한민국 정부측은 5월 19일 추가협의를 통해 미국 FDA의 규정과 동일한 수준으로 SRM을 제거하기로 합의한 바가 있어 문제가 없다는 입장이다.
미국 FDA에서 특정위험물질(SRM)으로 분류한 부위 중 일부(경추의 횡돌기와 극돌기, 흉추·요추의 극돌기, 천추의 정중 천골능선과 3차 신경절)가, 협상에서의 SRM 범위에서는 빠져 있다는 의혹이 제기되었다. 5월 14일 FTA 청문회에서 통합민주당 최성 의원이 이 문제를 제기하였는데, 정운천 농식품부 장관이 제대로 답변하지 못했다가, 차후 다른 경로를 통해 해명하였다. (FDA는, 기계로 분리된 고기(MSB)는 식용으로는 적합하지 않으며, BSE의 위험으로부터 완전하게 소비자를 보호하기 위해서는 AMR 공정으로 얻은 고기와 12개월 이상 소의 부위도 SRM에 포함되어야 함을 지적하고 있다.)
이에 대해 농림수산식품부는 "(이들) 부위들은 우리나라에 수입될 수 없다"고 해명했다. 한·미 쇠고기 수입위생조건(본문 1조 및 부칙 2항)에는 한국에 수출되는 쇠고기가 '미국 연방 육류검사법에 기술된 대로 소의 모든 식용(食用) 부위'라고 규정한 것을 그 근거로 들었다. 이상길 농식품부 축산정책단장은 "최의원이 지적한 부위들은 미국에서 식용이 아니기 때문에 내수용에서나 수출용에서나 모두 제거된다"고 말했다. 하지만 미국은 내수용으로는 FDA의 기준을 따르고, EU에 수출할 때는 12개월 초과 연령 소의 뇌와 척수, 모든 연령 소의 십이지장에서 직장까지의 창자와 장간막을 SRM으로 규정한 EU의 기준을 따르도록 되어 있다. 따라서 한국에는 EU에서 SRM으로 규정한 12개월 초과 30개월 미만 연령 소의 뇌와 척수, 모든 연령 소의 창자 수입이 허용된다. EU의 기준에서 소장 전체를 SRM으로 규정하고 있지만, 유럽에서 광우병의 대부분이 발생하였고 대한민국은 미국으로부터 내장을 수입해 왔기 때문에 미국은 EU와 구별되어야 한다는 주장도 있다.

소장 끝에서의 거리에 따른 파이어스 패치 검출 확률, 2008년 6월 국립수의과학검역원 실험결과

30개월 이상의 소는 특정 위험 물질(SRM)을 모두 제거해야 하지만, 검역당국이 수입 쇠고기의 이력을 확인할 길이 없어 이들 소의 SRM이 섞여 들어올 여지가 있다는 견해도 있다. 수차례 뼛조각이 박힌 살코기와, 등뼈가 아예 제거되지 않은 고깃덩어리가 수입됐다가 검역과정에서 적발되어 반품된 사례를 볼 때, SRM이 100% 제거된다는 정부의 주장을 그대로 받아들이기 어렵다는 것이다. 대한민국 정부는 내장 조직 검사를 통해 광우병 위험물질 부위인 소장 끝 부위 2미터가 제거됐는지 철저히 확인할 것이라 밝히고, 내장 조직검사는 120cm에 걸쳐 30cm 간격으로 5개의 샘플을 떼어내는 방식으로 조직검사를 할 것이며 이 가운데 4개 이상에서 파이어스 패치(림프소절)가 확인되면 반송할 것이라고 했다. 조사방식의 실효성과 시행에 관한 논란이 있다. 국립수의과학검역원 검역검사과장은 "일부 공장 말단 부위 (소장 중간 부분)에서 (파이어스 패치가) 나타나는 것으로 확인했다", "시험 결과 조직검사의 신뢰성이 95% 이상으로 확인됐다"고 말했다.
서울대 수의학과 이영순 교수는 "내장 가운데서 광우병의 위험물질이 존재한다면 그것은 회장원위부 그러니까 소장의 제일 끝부분"이라며 "미국도 30개월 이상이나 이하의 모든 소의 도축과정에서 이 위험부위를 제거하는 것이 법적으로 규정돼 있어 그것이 실제적으로 이루어진다면 아무런 걱정이 없다"고 말했다. 또한 서울대 수의학과 조직학 전공 윤여성 교수는 "회장(소장 끝부분/광우병위험물질) 말고 소장 다른 부위에서도 파이어스패치(림프소절)가 나타날 수 있기 때문에 정상적으로 그게 나타났다고 해서 회장이라고 문제를 제기할 수 없다"고 말했다. 그리고 국민건강을 위한 수의사연대의 박상표 정책국장은 50미터 가까운 곱창 부위를, 여러 절편을 잘라내서 파이어스패치의 밀도를 조사한다는 것이 현실적으로 어렵다고 말했다.

### 소의 연령 감별과 회수육 논란
미국은 소의 출생기록을 문서로 남기는 경우가 15~20%밖에 되지 않기 때문에 80% 이상의 미국산 쇠고기는 월령을 확인할 수 있는 방법이 없다는 주장이 있다. 치아 감별에 대해, 농림수산식품부는, 미국 도축장이 수의사의 감독 아래 치아감별전문가가 치아감별을 통해 연령감별을 하고 있다는 점 등을 근거로 들며, 30개월 이상의 미국산 소는 도축 및 가공과정에서 SRM이 완전히 제거될 것이라고 주장하였다. 미국 식품안전검사청(FSIS)의 지침에 따르면 24~30개월에 나오는 2번째 영구치 한쌍(2개) 가운데 하나만 확인되어도 모두 30개월 이상으로 간주하기 때문에, 이로 인한 위험은 크지 않다는 견해가 있다. 치아감별법 자체에 대한 의구심을 품는 전문가도 있는데, 서울대 수의학과 우희종 교수는 "OIE의 광우병 발생통계를 보면 24개월령부터 잡고 있는 상황에서 30개월이냐 아니냐는 광우병 위험성을 줄이는 데 (치아감별법은) 큰 의미가 없다"고 말했다.
국제수역사무국(OIE)에서는 특정위험물질(SRM)이 섞여 들어갈 수 있는 기계적 육회수공정을 금지할 것을 권고하고 있다. (다만, 손으로 분리해낸 회수육은 OIE의 금지 권고 대상이 아니다.) 또한, 미국 농무부가 하버드대학에 의뢰한 연구에 따르면 회수육 중 88%에서 척수조직이 나왔다고 한다. 이 때문에 미국 농무부는 선진회수육(AMR)과 분쇄육(MSM)을 국가 학교 급식 프로그램(National School Lunch Program, 이하 NSLP)에 사용하는 것을 금지하고 있다. 그런데, 최초 협상 내용에 따르면 이 회수육들은 포함되어 있었으며, 6월 추가협의 이후에도 여전히 수입 범위에 포함되어 있다.. 반면, 선진회수육(AMR)은 수입 범위에 포함되어 있다. 대한민국 정부는 NSLP에서 선진회수육을 제외한 것은 광우병 위험 때문이 아니고, 회수부위별로 품질상의 차이가 크기 때문이며 학교급식보다 더 안전성이 보장되어야 하는 유아식에 선진회수육 사용이 허용되어 있다고 USDA가 밝혔다고 주장했다.
또한 미국의 경우 신경·골수조직의 혼입에 따라 NSLP에서 금지했지만, 대한민국이 수입하는 선진회수육의 경우는 특정위험물질이나 중추신경계 조직이 포함되지 않아야 하며, 30개월령 이상의 소 머리뼈와 척주로 선진회수육을 생산하는 것도 금지되어 있다고 밝혔다. 또한 소를 분쇄하여 제조하는 분쇄육(MSM)은 수입 범위에 포함되어 있다.
한편, 미국 농무부 식품안전검사국(FSIS)이 공개한 ‘대한민국행 육류 수출 요건(KS-76)’에 따르면, 오스트레일리아·뉴질랜드·멕시코에서 생산된 잡육을 미국 축산업체가 수입하여 대한민국에 수출하는 것이 가능하다. 그러나 이는 대한민국 정부의 고시와 달라 논란이 남아있다.

### 대한민국 내 통제 문제
2008년 5월 7일 쇠고기 청문회에서 강기갑 의원의 질의와 정운천 농식품부 장관의 응답 과정에서 검역법 재개정이 있더라도 현재 대한민국 음식점의 28%에 불과한 업소만이 검역을 받는다는 점이 지적되었다. 이후 대규모 급식업체, 대규모 사업장, 학교 급식 등에서 법적으로 검역을 시행할 수 있느냐는 질문에 정운천 장관은 법적으로 검역을 시행할 수 없다고 답변하였다.
대한민국 정부는 식품위생법 제21조, 제69조에 근거하여 2008년 7월 8일부터 쇠고기와 쌀(찐쌀 포함)에 대해 원산지 표시제도를 시행하였다. 2008년 12월 22일에는 돼지고기와 닭고기 그리고 김치(배추김치)까지 대상이 확대되었다. 대상은 식품위생법에 따라 신고를 하는 일반음식점, 휴게음식점, 위탁급식영업소 및 집단급식소이다.
음식점들의 원산지 표시 관리를 철저히 하겠다는 방침이지만 현실적으로 어렵다는 견해가 있다.

### 미국 내 통제 문제
2007년 5월 국제수역사무국(OIE)은 미국을, 특정위험물질만 제거하면 소의 연령이나 부위에 제한 없이 수출이 가능해지는 광우병 위험 통제국으로 판정하였다. OIE는 24개월 이상 소가 백만 마리 이하인 나라는 7년 동안 20~30%정도를, 백만 마리가 넘는 나라는 7년 동안 45만 마리를 검사하도록 하고 있다. 따라서, 24개월 이상 소가 4천만 마리 정도인 미국은 후자의 기준으로 표본 검사를 실시하여, 검사를 받는 소는 전체의 1% 미만이다. 이같이 낮은 비율의 표본을 검사하고 받은 판정은 신뢰하기 어렵다는 견해가 있다. 판정이 나오기 직전인 2007년 4월 대한민국 정부는 이 문제를 OIE에 제기한 바 있다.
반면, 모든 소를 검사하는 방식이 아니라, 국제수역사무국의 기준에 따라 광우병 위험 높은 소를 중점적으로 검사하였기 때문에 판정을 신뢰할 수 있다는 견해도 있다. 육안으로 보아, 광우병 위험성이 높은 소를 중점적으로 검사하는 방식으로 광우병 안전성을 채점하였고(예를 들어, 정상적인 소를 검사하면 최저 0.01점, 광우병 증상이 있는 소를 검사하면 최고 750점까지 주는 식이다.), 미국이 최근 7년간 OIE가 권고하는 기준보다 10배 가까운 점수를 받았기 때문에 신뢰할 수 있다는 것이다.
또, 정부는 5월 29일 "미국 내 30개 작업장의 쇠고기 도축(屠畜) 실태를 조사한 결과 광우병을 일으킬 수 있는 특정위험물질(SRM) 제거 등 위생관리에 문제가 없다는 결론을 내렸다"고 밝혔다. 그러나 점검 기간이 짧고, 점검단이 정부 관계자들로만 구성되어 있어 발표 내용을 신뢰할 수 없다는 주장도 있다.

### 재협상과 추가 협의 논란
현재 통합민주당, 자유선진당, 민주노동당의 3개 야당은, 현재의 협상을 전면 재협상해야한다고 주장했다. 이에 대해 정부 측은 실질적인 재협상은 국제통상에서 허용될 수 없고, 그에 준하는 추가협상을 하겠다고 답변하였다.
5월 30일 진보신당 등은 장관의 고시에 대해 헌재에 헌법소원 및 효력정지 가처분신청을 내면서, 고시가 행복추구권을 침해한 것이라고 주장했다. 현재 미국산 쇠고기를 수입할 당시에는 원산지 표시를 하도록 되어 있으나, 이를 구입해 가공한 뒤 판매하는 경우(단, 영업장 면적이 300m2 이하, 쇠고기 생육, 양념육을 구이용으로 조리해 판매하지 않는 경우), 또는 화장품이나 의약품 제조과정에 쇠고기 내지 그 부산물질을 원료로 사용하는 경우에 미국에서 수입한 것인지에 대해서 표시할 의무가 없는 점을 들며, 원하지 않아도 장관 고시에 의해 미국산 쇠고기(또는 쇠고기 유래 물질)을 섭취, 사용할 수밖에 없고 이를 방지할 방법이 없기 때문에 기본권을 직접 침해하고 있다고 하였다.
또한, 6월 5일 민주사회를 위한 변호사모임은 청구인단 10만여 명의 이름으로 헌법소원 심판을 청구하면서, 고시가 국민주권, 국민의 생명권, 신체의 자유, 보건권, 소비자의 권리, 행복추구권, 일반적 행동자유권 등을 침해하는 것이라고 주장했다. 6월 10일 이석연 법제처장은 〈한겨레〉와의 통화에서 쇠고기 장관 고시가 위헌의 소지가 있다고 밝혔다. 이와 관련하여 이화여대 최원목 교수는 6월 12일 MBC 100분 토론에서 현재의 고시에 위헌의 소지가 어느 정도는 있지만, 헌법의 판결만으로 국제법인 고시를 뒤집을 수 없다고 주장하였다. 한편, 국민 건강 보호를 명문화하고 있는 헌법 및 국제법의 관례를 무시하고, 자국이 행사할 수 있는 권한을 일개 부처의 담당자가 타 국과 합의하여 외국 기관에 위탁하고, 이를 부처의 장관이 최종 결정하는 것은 상위법 위반이라는 주장도 있었다.
2008년 12월 26일 헌법재판소는 수입 고시에 관한 헌법소원을 기각했다. (기각 5명, 각하 3명, 위헌 1명) 결정문에서 헌법재판소는 해당 고시가 국민의 기본권을 불충분하게 보호한다고 단정할 수 없고 적절하고도 효율적인 최소한의 보호조치는 이행했다고 판단하였다. 이른바 국가의 기본권 보호의무에 있어서 과소보호금지의 원칙을 원용하여 최소한의 조치 위반 여부를 심사한 것이다.
한편 6월 14일부터 6월 19일까지 김종훈 외교통상부 통상교섭본부장 등의 대표단이 미국에서 추가협의를 하였다. 그러나, 합의문(영문 원본)이 공개되지 않은 점, 미국과 대한민국 측의 발표 내용에 차이가 있은 점, 협의 내용의 효과성 여부 등의 문제가 여전히 남아있다.
- 문제 제기

추가협상에 대한 미국 무역대표부(USTR)가 발표한 소식지(USTR NEWS)와 대한민국 정부의 발표 내용이 다르다는 주장(아래)이 제기되었다.
1. 추가협상에 대해 ‘협상’(negotiation)이 아닌 ‘논의’(discussion)로 표현되었다. 양국 대표간 정식 협상이라면 '협상' 대신 '논의'라는 표현을 쓸 수 없다.
2. 30개월 미만 쇠고기 수출을 보증하기 위한 QSA 프로그램의 성격에 대해서도 “민간업자들의 자율규제를 지지(support)하기 위한 것”이라고 밝혔다. 이는 QSA 프로그램은 미국 정부가 강제적 이행을 '보증'(guarantee)하는 것이라고 한 정부의 설명과 다르다.
3. 30개월 미만 쇠고기만 수출하기로 한 조치에 대해 “한국 소비자들의 신뢰를 개선하기 위한 ‘과도기적인 조치’(transitional measure)”라고 언급했다. '기한 없는 경과 조치'라고 한 정부의 설명과 다르다.
4. 30개월 미만 소의 뇌·눈·척수·머리뼈 등 4개 부위의 수출 중단에 대해 "대한민국 시장에서 이들 부위에 대한 수요가 있기 전까지는 이 같은 상업적 관행이 계속 유지될 것"이라고 했다. 이 부위들에 대한 수출 중단은 구속력 있는 조치가 아니라 민간업자의 요청만 있으면 수출 재개가 가능하다는 뜻이다.

- 대한민국 정부의 입장

위 제기된 문제들에 대해 김종훈 통상교섭본부장은 6월 25일 기자회견에서 다음과 같이 말했다.
1. 미국측이 이번 추가협상에 대해 '논의(discussions)'라는 용어를 쓴 것에 대해서 "추가협상이 분명하나, 미측 행정부가 의회의 질책 등으로 국내적으로 어려운 상황이 있다고 들었다"며 상황에 따른 표현의 차이라고 주장했다.
2. 30개월령 이상 쇠고기 수입 중단의 해석문제에 대해서는 "(QSA는) 한국 소비자의 신뢰가 개선될 때까지의 '경과조치'라고 돼 있다"며 "언제를 개선됐다고 판단할 것인지에 대한 합의는 없었다" 말했다.
3. 30개월령 미만에서 눈 뇌 머리뼈 척수의 수입중단의 의혹에 대해서  "동 부위들은 30개월 미만인 경우 특정위험물질(SRM)은 아니지만 한국 수입업자의 주문이 없는 한 통관 검역 시 반송 조치한다고 부칙에 반영하기로 합의했다"고 돼 있는 21일 보도자료를 제시했다.
4. '기존에 이런 부위들을 수입하지 않았던 상업적 관행이 한국 내 시장수요가 있을 때까지 지속될 것으로 예상한다'고 모호하게 표현된 데 대해서 "서한에는 '반송조치'라는 표현이 없지만 검역지침서 합의 내용에 들어가있다"고 말했다.

## 관련 의혹

### 졸속 협상 의혹
2007년 농림부(2008년 기준으로 농림수산식품부)는 미국이 검사를 제대로 하지 않고 있으며, 한국인의 유전적 특성이 vCJD에 취약하다는 등의 내용을 정부에 보고한 바 있다. 이 사실은 민주노동당의 강기갑 의원이 2007년 9월 11일~12일에 열렸던 전문가 회의의 자료를 입수하여 공개하면서 알려졌다. 따라서 동일한 사안에 대한 정부의 입장이 정권교체 이후 정반대로 변화하였고, 이명박 대통령과 부시 미국 대통령의 정상회담 직전에 타결된 점을 들어 졸속으로 협상이 진행되었다는 의혹이 있다.

### 한나라당의 입장 변화
2007년 8월 3일, 당시 야당이던 한나라당은 논평을 통해 수입금지 조치를 강력히 요구한 바 있으나, 여당으로 집권하게 된 후에는 입장을 바꾸어 찬성으로 돌아섰다. 이같은 입장 변화는 국민들의 분노를 가중시키는 원인 중 하나가 되었다.
- 다음은 한나라당 홈페이지의 2007년 8월 3일자 뉴스 기사 중 일부이다.[78]

한나라당은 미국산 수입 쇠고기 검역과정에서 광우병 특정 위험물질인 SRM 등 뼈조각이 검출된것은 한국시장을 가볍게 보는 미국업계의 안일함과 우리 당국의 무성의가 빚어낸 결과라고 지적하며, 미국에 시정요구 등 금수조치를 내려 신속하고 강력한 대응조치를 취할 것을 강력히 촉구했다.……— 한나라당 홈페이지 희망뉴스 중에서

### 합의문 왜곡
농림수산식품부는 민간기구가 요청한 합의문 원문 공개를 거부한 전력이 있으며, 인터넷 상의 영어 원문이 공개되어 있는 점이 밝혀진 이후에야 원문을 공개하였다. 또한 미국산 쇠고기 수입위생조건 개정안과 관련하여 원문인 영어판을 한국어로 옮겨 관보에 싣는 과정에서 다음의 몇 가지 주요 사실(아래)을 은폐하려 했다는 의혹이 제기되었다. 2008년 5월 5일 공개된 한·미 쇠고기 협상 합의문 원문의 내용은 관보에 실은 내용과 20여곳에서 미묘한 차이가 있었다.
1. 국제수역사무국 결정 없이 검역 주권 행사 못한다.
2. 6개월 후에는 미국은 소의 월령 표시 의무가 없다.
3. 한국은 미국산 쇠고기 전수 검사를 할 수 없다.
4. 미국에서는 '주저앉는 소' 등의 뇌, 척수를 동물 사료로 사용한다.

### 미 점검단, ‘교차 오염 우려’ 누락 발표
2008년 6월 14일 KBS-TV의 보도에 의하면 2008년 5월 미국 쇠고기 수입고시 전, 미국을 방문하여 보름간 미국 쇠고기 도축장 위생상태 점검을 마치고 돌아온 대한민국 정부의 점검단이 광우병 감염과 관련된 부분에 대해 국민들에게 중대한 거짓말을 한 것으로 드러났다. KBS의 보도에 의하면, 정부 점검단의 내부 보고서를 입수해 살펴 본 결과, 30곳 이상의 미국 도축장을 둘러본 정부 점검단은 일부 도축장에서는 30개월 미만 쇠고기와 30개월 이상 쇠고기가 서로 섞여, 광우병 교차 감염 위험이 높은데도 당시 손찬준 특별점검단장은 "작업위생관리상태도 전반적으로 매우 만족스러운 수준이었다"고 당시 공식발표했었다는 것이다. 또 보고서는 일부 도축장의 경우 소의 나이를 판별하는 치아 감별사가 충분히 확보되지 않아 월령 구분이 어려울 수 있다는 문제도 지적했다고 KBS는 전했다.
그런데도 불구하고 점검단은 이런 내용은 모두 누락한 채 위생상태에 문제가 없다고만 발표했다. 이와 관련 거짓말한 당사자인 정부 점검단의 손찬준 특별점검단장은 "(이미) 시정해달라고 요청했기 때문에 (내부보고서에는 있는 그런 사실을) 공개적으로 지적했다는 이야기는 할 필요가 없어서 그랬습니다(거짓말을 했습니다)"고 해명했다.
미국 쇠고기 수입 협상이 졸속이라는 지적이 잇따르고 있는 가운데 현지 점검 결과마저도 고의 누락됐다는 의혹까지 나오면서 미국산 쇠고기로 불거진 촛불 시위 정국에도 적지 않은 파장을 미칠 것으로 보인다.

### 사료 조치 완화 은폐 의혹
대한민국 정부 (참여정부 시기)는 미국 정부가 2008년 4월 관보에 게재한 사료조치가 이전보다 완화된 것임을 알고도 은폐를 시도했으며, 이러한 은폐 시도가 밝혀지자 실무자의 단순 '영문오역'으로 거짓 해명했다는 의혹이 있다.

## 위키리크스의 기밀문서
2011년 9월 미국의 폭로 전문 웹사이트 위키리크스가 공개한 문서에 따르면 이명박 정부의 인수위에서 활동하던 최시중 현 방송통신위원장과 현인택 현 통일부 장관은 2008년 1월 17일 알렉산더 버시바우 주한 미국대사와 점심을 먹으면서 이명박의 미국 방문 문제를 논의했다. 현인택은 버시바우 대사에게 총선(4월 9일)이 끝난 직후인 4월이 방미의 가장 적당한 시기이며, 또 캠프 데이비드에서 조지 W. 부시 대통령을 만날 수 있다면 이상적이 될 것이라고 제안했다. 이에 버시바우 대사는 “한국이 미국산 쇠고기 수입을 재개한 이후, 4월에 이 대통령이 미국을 방문한다면 더 좋을 것”이라고 말했다. 현인택은 “쇠고기 이슈에 대한 정치적 민감성을 이 당선인이 잘 알고 있다. 그러므로 이 대통령의 (미국) 방문에 앞서 미국산 쇠고기에 대해 한국 시장이 개방될 것”이라고 답변했다. 이 대통령의 미국 방문 뒤에 쇠고기 개방이 이뤄질 경우 한국 내에서 반발이 일어날 수 있다는 점을 이 당선인 진영과 미국 쪽이 공유하고 있었음을 시사하는 대목이다.
2007년 6월 5일 이명박은 버시바우 당시 미 대사와 만나 "FTA를 12월 선거 직전에 비준하는 것이 반미·반FTA 감정을 일으킬 수도 있을 것"이라고 말했다. 이명박은 대부분의 한나라당 의원들이 FTA를 찬성하지만 농어촌 지역에 지역구가 있는 일부 의원들이 반대한다고 지적했다. 이명박은 “몇 안되는 축산업자와 귤 재배자들 때문에 한국이 한-미 FTA를 포기할 수는 없다. 한국의 소는 미국산 사료를 먹기 때문에 한국 쇠고기는 진짜 한국산이 아니며, 따라서 한국 쇠고기를 살리자고 주장하는 것은 이미 물 건너간 것”이라고 농담을 하기도 했다.

## 대한민국의 반응

### 정부
2008년 4월 21일 협상이 타결된 3일 후 이명박 대통령은 일본 도쿄의 한 호텔에서 수행기자단 조찬간담회에서 다음과 같이 말했다.
| “ | 우리 도시민들은 세계에서 가장 값비싼 고기를 먹고 있다. 질 좋은 고기를 들여와서 일반 시민들이 값싸고 좋은 고기 먹는 것이다. | ” |

그러나 협상 관련 논란이 일기 시작하자 "소비자 선택의 문제"라고 말한 바 있다. 대한민국 정부는 '광우병 논란' 초기에는 미국산 쇠고기 수입에 대한 홍보를 하지 않았으며, 광우병 관련 논란을 주로 ‘광우병 괴담’으로 지칭하고 있다. 2008년 5월 2일 기자회견을 통해 미국산 쇠고기가 광우병 위험에서 상당히 안전하다는 점을 발표하였다. 5월 5일부터 다음과 같이 주요 일간지에 1면 하단 광고를 게재하기 시작하였다. 5월 6일부터는 주무 부처가 인터넷을 통한 본격적인 대국민 홍보를 시작하였다. 청와대, 농림수산식품부, 보건복지가족부의 홈페이지에 '광우병 괴담 10문 10답' 등을 게시하고, 각종 포털사이트에 광고를 게시하며 진화에 나섰다. 5월 12일 정부는 쇠고기 협상시, 동물성 사료 금지 완화조치를 담은 미국 연방 관보 내용에 대해 실무적인 실수가 있었다고 밝혔다. 5월 22일 이명박 대통령은 대국민 담화문을 발표하였다.
- 한편 2008년 5월 대한민국 정부는 미국 정부에 다른 나라들과도 본 협상과 동일한 기준으로 빨리 협상할 것을 요청했다.[90]통상교섭본부가 주미 한국대사관에 보낸 공문에는 "현재 국내 단체에서 우리가 OIE 기준대로 미국과 수입위생조건을 체결한 것에 대해 강하게 비판하고 있다."라는 내용과, 일본, 대만, 중국 등이 우리와 같은 기준을 수용하면 이러한 비판을 가라앉힐 수 있을테니 미국 측을 접촉해 빨리 협상을 추진해 줄 것을 요청하라는 내용이 들어 있다. 주미 대사관의 회신에는 미국 무역대표부와 접촉해 지시를 이행했다고 되어 있다.[90]
- 이와 함께 대한민국 정부는 각종 언론 및 사이트에 관련 대국민 광고를 게재하였다. 아래는 주요일간지 1면 하단 광고 게재 건수와 해당 광고에 실린 문구, 포털 사이트 플래시 광고에 실린 문구이다.

- 다음 표는 5월 5일부터 5월 7일까지의 주요일간지 1면 하단 광고 게재 건수 통계이다.

| 날짜    | 매체명                                                                                     | 건  |
| ------- | ------------------------------------------------------------------------------------------ | --- |
| 5월 5일 | 조선일보, 중앙일보, 동아일보                                                               | 3건 |
| 5월 6일 | 조선일보, 중앙일보, 동아일보, 한국일보, 한겨레신문, 서울신문, 국민일보, 세계일보, 문화일보 | 9건 |
| 5월 7일 | 경향신문, 내일신문                                                                         | 2건 |

- 다음 글은 1면 하단 광고에 실린 문구이다.[91]

광우병은 전혀 없었습니다!
미국에서 수입되는 쇠고기와 미국사람이 먹는 쇠고기는 똑같습니다.
정부는 철저한 검역시스템을 갖추고 수입산 쇠고기 표시를 확실히 하겠습니다", "국민의 건강은 정부가 책임지고 확실히 지키겠습니다.— 주요일간지 1면 하단 광고에서

- 다음 글은 포털사이트에 실린 플래시 광고의 문구들이다.

미국에서 수입되는 쇠고기와 미국 사람이 먹는 쇠고기는 똑같습니다!
3억 미국인과 250만 재미 동포, 96개국 세계인 즐겨 먹는 바로 그 쇠고기가 수입됩니다!
광우병, 들어올 수도 없고 들어오지도 않습니다!
국민의 건강은 정부가 책임지고, 확실히 지키겠습니다!
지금 확인해 보세요!
농림수산식품부·보건복지가족부(클릭시 대한민국 정책포털로 이동)— 2008년 5월 8일 네이버 대문에 게시된 플래시 광고 문구

국민의 건강보다 더 귀한 것은 없습니다.
정부가 책임지고 확실히 지키겠습니다!
미국에서 광우병이 발견되면
즉각 수입을 중단하겠습니다.
이미 수입된 쇠고기를 전수조사하겠습니다.
검역단을 파견하여 현지실사에 참여하겠습니다.
학교 및 군대 급식을 중지하겠습니다.
지금 확인해 보세요.
농림수산식품부·보건복지가족부(클릭시 대한민국 정책포털로 이동)— 2008년 5월 10일 네이버 대문에 게시된 플래시 광고 문구

국민의 식탁 안전, 정부가 책임지겠습니다!
국내산과 수입산을 구분 선택할 수 있도록 하겠습니다.
국산 쇠고기! 맛도 안전도 최고로 만들겠습니다.
철저한 4단계 검역으로 국민 식탁의 수호천사가 되겠습니다.
쇠고기 안전관리! 처음부터 끝까지 꼼꼼하고 철저히 하겠습니다.
국민 식탁의 수호천사와 지금 만나보세요!
농림수산식품부(클릭시 '한미 쇠고기 수입위생조건 기술협의'라는 제목의 웹페이지로 이동)— 2008년 6월 6일 네이버 대문에 게시된 플래시 광고 문구

- 또한 이명박 대통령은 2008년 5월 22일 대국민 담화문을 발표하였다. 아래는 그 일부이다.[92]

……쇠고기 수입으로 어려움을 겪을 축산 농가 지원 대책 마련에 열중하던 정부로서는 소위 ‘광우병 괴담’이 확산되는 데 대해 솔직히 당혹스러웠습니다. 무엇보다도 제가 심혈을 기울여 복원한 바로 그 청계광장에 어린 학생들까지 나와 촛불집회에 참여하는 것을 보고는 참으로 가슴이 아팠습니다. 부모님들께서도 걱정이 많으셨을 것입니다.
정부가 국민들께 충분한 이해를 구하고 의견을 수렴하는 노력이 부족했습니다. 국민의 마음을 헤아리는데 소홀했다는 지적도 겸허히 받아들입니다. 국민여러분께 송구스럽게 생각합니다.
존경하는 국민 여러분!

정부의 방침은 확고합니다. 국민 건강은 그 어떤 것과도 바꿀 수 없습니다. 정부는 미국과 추가로 협의를 거쳐 수입 쇠고기의 안전성이 국제기준과 부합하는 것은 물론, 미국인 식탁에 오르는 쇠고기와 똑같다는 점을 문서로 보장받았습니다. 국민 건강을 위협하는 상황이 발생하면 바로 수입을 중단하는 주권적 조치도 명문화하였습니다. 차제에 식품 안전을 선진국 수준으로 끌어올리도록 모든 조치를 강구하겠습니다.……— 5월 22일 대국민 담화문에서

- 2008년 6월 27일(소고기 수입 조건 고시 다음 날) 식약청은 화장품회사과 제약회사에 긴급공문을 발송했다. 공문에는 미국산 소에서 나온 18개 특정위험물질 및 그것의 추출 성분을 화장품 및 의약품에 쓰지 말라고 명시되어 있다. 해당 부위들은, 대한민국 정부가 30개월 이하이거나 또는 일부를 제거하면 먹어도 안전하다고 주장했던 부위들과 대체로 같은 부분이다. 식약청의 안전기준은 일본과 유럽연합 등 국제기준에 맞춘 것이라고 한다.[93]
- 2008년 5월 청문회장에서 정운천 당시 농림수산식품부 장관은 "쇠고기 수입재개 후 1년 동안 정부종합청사 공무원에게 미국산 쇠고기 꼬리곰탕과 내장을 먹이겠다"고 발언했지만 지켜지지 않았다.[94]
- 2009년 1월 서울신문의 조사결과, 대한민국 주요 공공기관(청와대, 정부중앙청사, 과천청사, 대전청사, 통일부, 농림부, 문화체육관광부, 법제처, 관세청, 통계청, 병무청, 서울시청, 광역시청들, 도청들, 서울시내 구청들 등)의 구내식당 중 미국산 쇠고기를 사용하는 곳이 없는 것으로 나타났으며[95] 2009년 10월 14일, 국회 행정안전위원회 소속 최규식 민주당 의원은 국정감사에서 2008년 9월부터 2009년 9월까지 서울 정부중앙청사, 과천 정부청사, 대전 정부청사에서 소비한 쇠고기를 원산지별로 분류한 결과를 발표했는데, 정부청사 공무원들은 미국산 쇠고기를 전혀 소비하지 않은 반면, 정부청사에 근무하는 전·의경들은 100% 미국산 쇠고기만 준 것으로 밝혀졌다.[96]

| 구분          | 원산지                                                                                             | 원산지           | 원산지 | 원산지               | 원산지 |
| 구분          | 국내산                                                                                             | 국내산 및 호주산 | 호주산 | 호주산 및 뉴질랜드산 | 미국산 |
| ------------- | -------------------------------------------------------------------------------------------------- | ---------------- | --- | -------------------- | ------ |
| 정부부처      | 문화체육관광부                                                                                     | ·                | 청와대, 정부중앙청사, 과천청사, 대전청사, 국방부, 국가보훈처, 보건복지가족부                                                                                   | ·                    | ·      |
| 시청·도청     | 인천시청, 대전시청, 광주시청, 대구시청, 충남도청, 충북도청, 경남도청, 경북도청, 전남도청, 전북도청 | 강원도청         | 부산시청, 울산시청, 경기도청 | 서울시청             | ·      |
| 서울시내 구청 | 강북구청, 관악구청, 동대문구청, 성북구청, 송파구청                                                 | 양천구청         | 강남구청, 강동구청, 강서구청, 광진구청, 구로구청, 금천구청, 노원구청, 동작구청, 마포구청, 서포구청, 성동구청, 영등포구청, 용산구청, 은평구청, 종로구청, 중구청 | 도봉구청, 서대문구청 | ·      |

- 2008년 민동석 당시 농림수산식품부 농업정책정책관은 "(쇠고기 수입 협상에서) 선물을 줬다고 하면 우리가 미국에 준 것이 아니라 미국이 우리에게 준 것이다”라며 미국에 한우와 삼계탕을 수출할 수 있으므로 한국이 이득이라는 주장을 했다. 그러나 2011년까지 한우와 삼계탕은 미국에 전혀 수출된바가 없어 논란이 일었다. 미국으로 축산물을 수출하려면 미 농무부에서 '자격이 있는 국외 도축장'으로 지정받아야 하는데, 구제역 청정국이 아니어서 대한민국의 도축장은 단 한 곳도 포함되지 못했다.[97]

### 정당 및 정치인
- 순서는 대한민국 제18대 국회의 의석수를 기준으로 함.
- 한나라당 : 대체적으로 대한민국 정부와 입장이 같으나, 협상이 급하게 추진되었다는 점은 내부에서 일부 인정하고 있다.
- 통합민주당 : 졸속 협상을 비판하고 있으며, 참여정부 때처럼 30개월 미만 뼈없는 쇠고기 수입으로의 재협상을 요구하고 있다. 또한, 장관고시 철회, 내각 총사퇴 등도 요구하며 18대 국회 등원을 거부하고 있다.
- 자유선진당 : 미국산 쇠고기 수입 자체에는 반대하지 않으나, 졸속협상을 비판하고 있다. 통합민주당과 함께 장관고시 철회, 내각 총사퇴 또한 요구하고 있으나, 촛불 시위와 같은 행동에는 참여하지 않고 있다.
- 친박연대 : 친박연대에서는 이 논란에 대한 특별한 논평을 하지 않고 있다. 친박연대의 상징적 인물인 박근혜는 정부의 졸속적인 태도를 비판하고 있다.
- 민주노동당 : 강기갑 의원을 중심으로 졸속협상, 미국산 쇠고기의 안전성, 검역 시스템 문제 등을 집중 제기하고 있으며, 이와 관련되어 한미FTA는 물론, 이명박 정부의 정책 방향에 반대하고 있다. 당원들에게 보내는 지침을 통해 5월 24일의 협상 반대 시위에 최대한 참가할 것을 촉구하고 있다. 현재의 협상을 원점에서부터 재협상할 것을 주장하고 있다.
- 창조한국당 : 졸속 협상을 강하게 비판하며, 재협상과 이명박 대통령의 대국민 사과를 요구하고 있다. 이번 협상에 반대하는 서명운동을 벌여 43만 명의 시민들의 서명을 받았다.
- 진보신당 : 졸속 협상과 안전성 문제를 강도높게 비판하고 있으며, 민주노동당과 마찬가지로 한미FTA를 비롯한 이명박 정부의 정책 방향에 반대하고 있다. 장관의 위생조건 고시가 위헌이라며 헌재에 헌법소원 및 효력정지 가처분신청을 냈다. 현재 한미 쇠고기 협상 반대 시위의 현장을 인터넷으로 생중계하고 있다.
- 6월 4일, 김대중 전 대통령은 한미 쇠고기 협상과 관련해 "우리는 쇠고기를 사먹는 손님이고 미국은 장사하는 사람"이라면서 "고객이 불안하지 않게 해달라고 하면 당연히 고객에게 대응해 줘야 한다"고 말했다.[98]

### 전문 단체 및 학계
- 2008년 4월 중순 협상이 타결된 직후 대한의사협회는 "미국이 광우병의 안전지대가 아닌 만큼 우리나라 역시 광우병의 공포에 노출될 수 있다"며 "정부는 생명을 위협하는 유해한 쇠고기 수입을 철저히 차단하라"는 입장을 밝혔다.[99]2008년 5월 9일 대한의사협회는 인간 광우병에 대해 입장을 밝히고,[100] 30개월 이상의 쇠고기를 먹는 것은 안전성을 확신할 수 없다고 의견을 정리했다.[101]6월 27일 주수호 의협회장은 기자회견에서 "미국산 쇠고기 추가협상에서 품질평가프로그램(QSA) 도입 등을 이끌어낸 것은 성과라고 판단된다", "정부의 집행력이 담보될 수 있도록 지속적으로 관심을 갖는 일만 남았다"며, "국민들도 이제는 지나치게 의심하는 분위기에서 벗어나 앞으로 시행될 검역 및 유통과정에서의 문제점을 보완하는 데 힘을 써달라"고 말했다.[99]

- 2008년 5월 9일 보건의료단체연합과 수의사연대는, 정부가 내놓은 광우병 10문 10답이 논리적이지도 않고 과학적이지도 못할뿐더러 오히려 괴담을 퍼뜨리는 것이라며, 시민사회단체가 정부가 내놓은 10문 10답을 통해 진짜 사실을 밝힌다고 주장했다.[102]

- 2008년 5월 9일 대한민국 정부는 '광우병 괴담 10문 10답'을 발표하여 괴담을 반박하였다.[103] ('괴담'은 정부가 선정한 10대 괴담이며, '정부' 문단은 괴담이 근거없다는 정부 측 주장이며, '반박'과 '참조' 문단은 보건의료단체연합과 수의사연대의 주장이다.)
- 한국과학기술연구원(KIST)이 5월 8일 주최한 기자간담회에서 과학자들은 한국인의 광우병 위험이 더 크지는 않다는 주장을 제기했다.[104] 한국과학기술단체총연합회는 5월 9일 오후 서울 강남구 역삼동 과학기술회관에서 열린 기자간담회에서 “광우병 괴담으로 알려진 내용들은 과학적 근거가 전혀 없는 잘못된 사실이며 과학기술계는 이와 같은 근거없는 오해와 불안감이 증폭되는 것에 대하여 심히 우려한다”고 밝혔다.[104]
- 서울대 수의학과 우희종 교수는 쇠고기 청문회에서 정부의 미국 쇠고기 안전하다는 주장에 대해 반박하는 증언을 했다.[105] 한편, 우희종 교수가 광우병에 대해 비전문적이라는 주장이 제기되기도 했다.서울대 수의학과 이영순 교수는 광우병 토론회에서 광우병은 사라질 운명이라며 위험이 부풀려져 있다고 주장했다.[106]
- 6월 9일, 이석연 법제처장은 “‘쇠고기 장관고시’는 헌법적으로 문제가 있으며, 내가 재야에 있었다면 헌법소원을 제기했을 것”이라고 말하고, 정국의 난맥과 관련하여 “청와대는 물론 총리를 포함한 각료 상당수 교체가 필요하다.”, “필요하다면 나도 언제든 그만둘 각오가 돼 있다.”고 말했다.[107] 헌법학자들은 미국산 쇠고기 수입을 장관고시에 위임하는 것은 위헌 소지가 크다는 의견이 지배적인 것으로 파악됐다. 국민일보가 2008년 6월 10일 한국법학교수회 소속 헌법학자 10명에게 전화 인터뷰를 실시한 결과, '미국산 쇠고기 수입위생조건 장관고시'가 위헌이라고 생각하는 사람이 7명, 합헌이란 의견은 3명이었다. 고시에 위임한 형식은 물론 국민의 기본권을 침해했다는 내용 모두에서 위헌 소지가 있다고 보는 학자가 4명, 형식상 위헌 소지가 있다는 학자가 3명이었다. 반면 합헌을 주장하는 학자들은 조약 자체가 국내법적 효력이 있고 기본권 침해 역시 과학적 입증이 어렵다는 점을 들었다.[108]

또, 대한 변호사 협회 김현 사무총장은 "법제처장의 발언에 동의할 수 없다. 충분히 정부 고시로 가능한 사항"이라고 밝혔다. 그는 "법제처장이 위헌범위에 대해 확대 해석한 것으로 보인다"며 "현실에 기반해 법률적으로 접근하면 통상적인 상황으로 생각할 수 있다"고 주장했다.
- 한편 곽노성 동국대 국제통상학과 교수는 이번 한미 쇠고기 협상을 실패 사례로 평가하며, 실패의 원인은 시간 부족, 전술 부재, 전문성 및 준비 부족, 국내 협상 실패라고 분석하였다.[110]

- 2008년 5월 13일 오전 전국교수노동조합, 민주화를위한전국교수협의회, 학술단체협의회 등 3개 교수단체들은 기자회견을 갖고 한국정부에게 “미국산 쇠고기 수입 협정을 파기하라”고 촉구하고 나섰다. 1천 명이 넘는 교수들이 이에 동의 서명을 했으며, 이 날 기자회견에서는 그간 진행한 미국산 쇠고기 수입개방 반대 서명운동에 함께 한 1008명의 교수 명단을 발표했다.[111]

### 종교계
- 조용기 목사는 5월 18일 구국기도회에서 "광우병 괴담은 공포를 일으켜 우리를 패배시키려는 마귀의 꼼수이며 미국과 우리나라를 이간질하려는 것", "박정희처럼 예수를 안 믿는 대통령도 국민을 위했는데 장로 대통령(이명박)이 얼마나 국민을 위하겠느냐?", "초중고생이 청계광장에 나오는데 초등생이 뭘 아느냐?"라고 설교한 바 있다.[112]

- 이에 대해 교회개혁실천연대를 비롯한 20개 단체 연합은 5월 27일 성명서 발표를 통해 "일부 목회자의 정부 대변인적 발언은 국가·국민·교회를 위한 것도 아니고 하나님을 위한 행동은 더더욱 아니다.", "한국교회의 주요 목사들이 시국을 염려하는 기독교인의 충정이란 명목하에 상식적이지도, 국민정서에 부합하지도, 더구나 성경적이거나 기독교적이지도 않은 발언들을 쏟아내고 있다"라고 지적했다.[113][114]

### 언론
MBC, KBS, SBS 등 공중파 방송사는 쇠고기 협상과 관련된 문제에 대해 적극적으로 보도하였다.
- KBS : 2008년 5월 13일 시사기획 쌈에서 '광우병 民心 어디로 가나?'라는 제목으로 광우병 문제를 다루었으며, 대한민국 내의 쇠고기 관리 및 한우의 안전성에 대해서도 문제를 제기하였다.[116]
- MBC : 2008년 4월 29일, 5월 13일에 방송된 〈PD수첩〉에서 광우병 관련 문제를 중점적으로 다루었다. 방영 내용 중 일부에서 오역이 발견되면서 논란이 발생하였다.

- EBS : 2008년 5월 12일 ~ 5월 16일에 영국의 인간 광우병을 소재로 한 〈17년 후〉를 방영하였다.[117]

주요 일간지들은 보도 태도가 극명하게 엇갈렸다. (가나다 순)
- 경향신문 : 경향신문은 이번 논란이 이명박 정부의 집권 초부터 있었던 국민들의 불신이 낳은 결과라고 보도하면서, 이명박 대통령의 CEO적 마인드를 비판하였다.
- 동아일보 : 동아일보는 협상이 끝난 직후부터 협상에 반대하는 움직임을 반미주의로 규정해 왔다. 5월 5일에는 사설을 통해 이번 광우병 논란이 반미주의적인 친북, 좌파 단체들에 의한 "국민을 현혹하는 선동"이라고 주장하였다.

…… 일부 방송의 단정적이고 과장된 보도로 촉발된 이번 논란은 진실과 거리가 먼 황당한 소문까지 덧붙으면서 국민을 혼란스럽게 하고 있다. 좌파단체가 진상 파악은 제쳐둔 채 ‘광우병 괴담’을 기정사실화해 재기의 발판으로 삼으려는 것은 악의적이고 무책임하다. ……— 《동아일보》 2008년 5월 5일자 사설 '다시 촛불로 재미 보려는 좌파세력' 중에서

- 조선일보 : 2008년 5월 2일 조선일보는 'TV 광우병 부풀리기 도를 넘었다'라는 제목의 사설을 게재하면서, 광우병 관련 논란을 '광우병 괴담'으로 규정하고, PD수첩의 방송 내용은 과장된 것이라고 하였다. 이후에도 조선일보는 미국산 쇠고기의 광우병 위험이 과학적으로 검증된 것이 아니며, 야당과 일부 시민단체가 과학적인 정부의 발표내용을 정치논리로 무력화하고 있다고 주장하고 있다.

…… PD수첩은 TV가 특정한 의도를 갖고 여론 몰아가기에 나서면 그 사회적 파장이 얼마나 큰가를 보여줬다. …… TV 속 '미국 쇠고기 괴담(怪談)'은 터무니없이 과장된 내용이 많다. …… "미국 쇠고기는 광우병 덩어리"라는 황당한 얘기가 수그러들지 않는 것은 한미 FTA 반대세력들이 광우병 위험이라는 포장지로 미국산 쇠고기 수입반대와 '반미 선동'을 교묘하게 함께 싸서 이용하고 있기 때문이다. ……— 《조선일보》 2008년 5월 2일자 사설 'TV 광우병 부풀리기 도를 넘었다' 중에서

- 중앙일보 : 미국산 쇠고기 수입협상 반대 집회가 처음으로 벌어지던 때에는 과학적으로 광우병 위험이 검증된 바 없다는 기사를 실었다. 5월 5일에는 집회 참가자의 60% 가량이 청소년이며, 일부 연예인들이 청소년에 대한 감정적인 자극을 하고 있다는 보도를 하였다.
- 아래 글은 논란과 관련된 사설들의 제목을 모은 것이다. (4월 22일 ~ 5월 14일, 가나다 순)

- 경향신문

[2008-04-22] 이 대통령의 부적절한 '쇠고기 발언'
[2008-04-25] 미국산 쇠고기 안전성 규명 필요하다
[2008-05-03] '쇠고기 민심'에도 '색깔론'인가
[2008-05-05] 쇠고기 협상 진실 알리고 재협상하라
[2008-05-06] 표현의 자유마저 옥죌 셈인가
[2008-05-06] 유명무실한 쇠고기 원산지 표시제
[2008-05-07] '쇠고기 민심' 미봉책으로 달랠 수 없다
[2008-05-08] '국민 불안' 알았다면 근본대책 찾아야
[2008-05-08] '보수'의 칭호가 부끄러운 언론
[2008-05-08] 유언비어 날조 유포죄 부활하겠다는 건가
[2008-05-09] '쇠고기 집회'를 보는 교육감의 편향된 시각
[2008-05-10] 쇠고기 민심 여전히 읽지 못하나
[2008-05-12] '쇠고기 고시' 연기가 그나마 해법이다
[2008-05-12] 박근혜 전 대표조차 질타한 '쇠고기 색깔론'
[2008-05-13] 당당하지 못한 정부의 촛불집회 대책
[2008-05-13] 쇠고기 문제 해결 없이 FTA 논의 안된다
[2008-05-14] 의혹 커지는 쇠고기 협상 '영문 오역'
- 국민일보

[2008-05-03] 쇠고기 안전성 냉철하게 검증하자
[2008-05-05] 광우병 논란에서 정치선동 배제해야
[2008-05-06] 촛불행사，불법집회로 가선 안 된다
[2008-05-07] 국민은 괴담(怪談) 배후세력을 알아야 한다
[2008-05-07] 쇠고기 청문회，의혹 확대재생산 말라
[2008-05-08] 여야 주장만 난무한 쇠고기 청문회
[2008-05-09] 광풍처럼 휘몰아친 광우병 광란
[2008-05-09] 당(黨)·정(政)·청(靑)，이제라도 정신차려야
[2008-05-10] '괴담' 떨치고 민생(民生) 살리기 나서야
[2008-05-13] 미(美) 도축장 점검，실효 거둘수 있을까
[2008-05-14] 한·미FTA와 쇠고기 수입은 별개 사안
- 동아일보

[2008-04-24] 누굴 위해 미국 소를 '광우병 소'라 선동하나
[2008-05-03] 반미(反美) 반이(反李)로 몰고 가는 '광우병 괴담' 촛불시위
[2008-05-05] 손(孫)대표와 이(李)총재, 국익보다 '쇠고기 당략(黨略)'인가
[2008-05-05] 다시 '촛불'로 재미 보려는 좌파(左派)세력
[2008-05-06] '쇠고기' 소모전 자제하고 청문회에서 따지자
[2008-05-07] 유언비어, 거짓말, 미신(迷信)에 포위된 나라
[2008-05-08] 교육계와 학부모, 괴담 수렁에서 아이들 건져내야
[2008-05-09] 괴담 선동의 최대 피해자는 우리 이웃이다
[2008-05-09] 광우병 부풀리기 방송, 진짜 의도 뭔가
[2008-05-09] '역시 정치후진국' 입증한 17대 국회
[2008-05-10] 광우병 촛불집회 배후세력 누구인가
[2008-05-14] 쇠고기, 정부는 자성(自省)하고 야당은 수습에 협력해야
- 문화일보

[2008-05-05] '광우병 괴담' 통한 반미(反美)선동 경계한다
[2008-05-08] 전교조 일부, 미(美)쇠고기의 '진실과 거짓' 호도말라
[2008-05-09] 광우병 유언비어 '배후' 철저히 수사해 엄단하라
[2008-05-10] 기우는 경제… 공론(空論)으로 국력 허비할 때 아니다
- 매일경제

[2008-05-13] FTA청문회 '광우병'과 연계 말아야
- 서울신문

[2008-05-03] 광우병 위험, 과장도 경시도 하지 말라
[2008-05-05] 이런 대응으론 광우병 혼란 못 재운다
[2008-05-06] 촛불집회를 사법처리한다는 발상
[2008-05-06] 미 쇠고기 수입 추가논의 길 터놔야
[2008-05-07] 광우병 위험판단 우리가 해야 한다
[2008-05-08] '광우병 발생시 수입 중단' 당연하다
[2008-05-09] 쇠고기 졸속협상 책임지는 사람 없나
[2008-05-10] 한국 경제 지금 추락하고 있는데
[2008-05-12] 광우병 혼란 전문가 의견에 귀 기울이자
[2008-05-13] '쇠고기 협상 실수' 진실 가려야
[2008-05-14] 쇠고기 공방과 FTA 논의는 별개다
- 세계일보

[2008-05-03] '광우병 공포 마케팅' 뭘 위한 건가
[2008-05-06] 소고기 재협상은 불가능한가
[2008-05-06] 국회 소고기 청문회 정치적 이용말라
[2008-05-06] 경찰, 촛불집회 과잉대응 안 된다
[2008-05-07] 인터넷 괴담이 기승부리는 까닭
[2008-05-07] '사후약방문'으로 民心 달랠 수 있나
[2008-05-08] '소고기 논란' 차분하고 냉정하게 풀어가자
[2008-05-14] 소고기와 FTA, 연계할 사안 아니다
[2008-05-09] 교육주체들, 편가르기·정치적 언동 삼가라
- 조선일보

[2008-05-02] TV 광우병 부풀리기 도를 넘었다
[2008-05-05] 정부는 '쇠고기'를 '미선이·효순이 사건'처럼 키울 셈인가
[2008-05-06] 정치권, 광우병 엉터리 소동에 올라타선 안돼
[2008-05-07] 청소년 꼬드기는 '광우병 문자 괴담' 진원지 찾아내야
[2008-05-08] "미(美)서 광우병 발생하면 즉각 수입중단"이면 됐다
[2008-05-08] "광우병 소 들어온다고 거짓말 말라"던 2007년 노 대통령
[2008-05-08] 전교조, 선생님이라면 선생님답게 행동하라
[2008-05-09] "광우병 논문, 미디어가 부풀리고 정치권이 악용"
[2008-05-10] '광우병 논문' 쓴 학자 말도 믿지 않을 건가
[2008-05-13] 쇠고기 고시(告示) 15일 발효… 정부 끝까지 할 일 다 했나
[2008-05-14] '쇠고기 오역(誤譯)'이 드러낸 한심한 국제협상 맨파워
- 중앙일보

[2008-04-22] 쇠고기 협상, 정치선동 대상 아니다
[2008-05-02] 광우병 부풀리는 무책임한 방송들
[2008-05-05] 미국 쇠고기 사태, 사실만을 보며 냉정해야
[2008-05-06] 광우병 소동, 국회 청문회로 끝장내라
[2008-05-06] 인터넷 괴담이 호도하는 여론
[2008-05-07] 국민 불안에 편승하는 비겁한 정치인들
[2008-05-08] 교사가 광우병 진실 제대로 가르쳐야
[2008-05-09] 인터넷 포털 사회적 책임 강화해야
[2008-05-09] 실체 없는 광우병 논쟁 이젠 끝내자
[2008-05-14] 정운천 장관 해임하고, '고시' 유예하라
[2008-06-10] 6.10 집회 폭력은 안 돼
[2008-06-11] 모두 제자리로 돌아가자
[2008-06-12] 국회를 열어 촛불을 수용하라
[2008-06-13] 정권퇴진 요구하는 국민대책회의의 오만
- 한국일보

[2008-04-25] 국회, 제대로 '쇠고기 청문회'를 하라
[2008-05-03] 본말 전도된 광우병 논란 제자리 찾아야
[2008-05-05] 광우병에 안이한 정부 이제라도 달라져야
[2008-05-06] '광우병 정국', 정치로는 풀 수 없다
[2008-05-07] 갈수록 더 번지는 광우병 괴담
[2008-05-07] 쇠고기 청문회를 해결책 찾는 계기로
[2008-05-09] 대통령이 사과하고 국민 이해 구해야
[2008-05-10] 광우병 파동에 휩쓸린 경제 살리기
[2008-05-12] 미 쇠고기 시판 열쇠는 '국민 설득'
[2008-05-14] 광우병 논란 해소할 계기는 마련됐다
- 한겨레

[2008-04-25] 한-미 쇠고기 재협상 해야
[2008-04-22] 국민건강권을 정치논리로 폄하해서야
[2008-05-03] 이명박 정부가 자초한 '광우병 공포'
[2008-05-03] 정당한 반대를 모욕하고 봉쇄하려는 것인가
[2008-05-05] '쇠고기 굴욕' 재협상으로 바로잡아야
[2008-05-05] 성난 민심의 근원을 아직도 모른단 말인가
[2008-05-06] 거짓으로 점철된 한-미 쇠고기 협상
[2008-05-06] 촛불집회 저지 발상 한심하고 위험하다
[2008-05-07] 국민을 바보로 아는 정부와 보수언론
[2008-05-07] 쇠고기 청문회, 제기된 의혹 철저히 규명해야
[2008-05-08] '쇠고기 협상 사수'가 정부 본심인가
[2008-05-08] 이 대통령, 위기의 본질을 제대로 봐야
[2008-05-09] '쇠고기 수입 고시' 연기하고 재협상 하라
[2008-05-12] 쇠고기협상 과정 전면 재조사해야
[2008-05-12] 멋대로 유린당하는 학생 인권
[2008-05-13] 핵심 조건 빼먹은 협상단 문책해야
[2008-06-11] 역사를 밝힌 100만개의 촛불
[2008-06-12] 대국민 '항복선언'미적대선 안 된다
[2008-06-13] '추가협상'으론 안 된다
[2008-06-13] 국회는 쇠고기 재협상 뒷받침하는 길 찾아야
- 헤럴드경제

[2008-04-22] 미(美)쇠고기 수입 미룰 수만 없다
[2008-04-25] 미친 소 논쟁, 과연 생산적인가

### 누리꾼
- 광우병에 대한 우려와 소문 그리고 의견을 담은 글들이 인터넷 누리꾼들에 의해 올려지고 돌려보게 되어 인터넷이 사회적 이슈가 되는 핵심적 진원지가 되었다. 중앙일보의 통계 기사를 보면 특히 인터넷 커뮤니티에서 활발하였는데 다음의 아고라 경제방, 자유토론방, 정치방, 사회방에서 활발하게 미국산 소고기 수입문제에 대한 토론이 이루어졌으며 관련된 많은 소식과 개인적 의견들이 활발히 교류되었다. 이외에도 디시인사이드, 네이버, 야후, 한겨레 한토마 등에서도 뜨거운 주제로 다루어졌다.[121] 이러한 웹 커뮤니티에서는 새로운 소식과 함께 시위현장의 중계등이 개인 참여자들에 의해 이루어졌었다.
- 오마이뉴스나 아프리카, 라디오21에서는 시위현장을 생중계하여 많은 사람들이 듣거나 보도록하였으며 촬영된 동영상은 유튜브 등을 통해 확산되어서 그 속도와 영향력에서 기존의 언론들에 능가할 정도였다. 6월 1일의 경우 약120만건의 동영상 중계 접속이 있었다.[122]
- 시위를 주도하는 광우병 국민대책회의 홈페이지가 시위를 후원하기 위한 일반인 대상의 모금을 하여 지원하기도 했다. 야구커뮤니티인 MLBPARK 와 다음의 패션카페인 소울드레서에서는 모금을 통하여 미국산 쇠고기 반대 신문광고를 내기도 하였다.
- 조중동 불매운동 : 인터넷에 조중동에 광고를 실은 기업 리스트가 올리면 누리꾼들은 해당 기업에 대해 항의전화를 하거나 기업 홈페이지에 비난글을 올렸다.[123] 안티이명박과 같은 사이트는 보수 언론에 대한 공식적인 대응 기구를 세우기도 했다.
- 이와 반대로 시위에 대해 반대하는 카페인 과격불법촛불시위반대 시민연대 도 촛불시위가 폭력집회로 변질되었다고 주장하며 활발하게 활동한 바 있다.

### 대한민국 국민
- 반대 시위

정부의 해명에도 논란은 사그라지지 않았으며, 5월 2일, 3일, 6일에 1~2만 명이 참여하는 촛불집회가 개최되었다. 이후에도 주말에 끊임없이 협상 내용을 비판하는 시위가 이어지고 있으며, 2MB 탄핵투쟁 연대 등의 단체들은 대한민국 정부의 협상 내용 고시를 앞둔 5월 18일부터 매일 집회를 개최하고 있다. 특히 정운천 장관의 해임 건의안이 부결된 것 등의 영향으로 5월 24일부터 촛불시위가 가두시위로 확대되었고, 4일간 2백여 명의 시민들이 경찰에 연행되었다.
문화일보가 〈디오피니언〉에 의뢰해 2008년 5월 28일 대한민국 국민을 대상으로 실시한 여론조사에서는 전체의 약 80%가 재협상이 필요하다고 답하였다.
- 재보궐 선거

6월 4일 실시된 2008년 재보궐 선거에서 여당인 한나라당이 참패하였는데, 언론들은 본 논란을 주요 원인 중 하나로 보고 있다.
- 2011년 8월 KBS가 실시한 여론조사에서 호주산 쇠고기의 선호도는 88.9%, 미국산 쇠고기의 선호도는 11.1%였다.[127]

## 국외 반응
5월 6일 열린 미국산 쇠고기 안전성 설명회에서 남문기 로스앤젤레스 한인회장은 "재미동포는 105년간 쇠고기를 먹었지만 아무도 광우병에 안 걸렸다", "재미동포와 미국인들은 매일 같이 이들 식당에서 음식을 먹었고, 아무 의심 없이 앞으로도 먹어야 한다."라고 말하며 안전하다는 것을 믿어달라고 당부했다.
한편 '쇠고기 수입 재협상 실행을 요구하는 미주한인주부들의 모임'은 LA 한인회장 등이 미국내 한국인들의 의사를 정확히 반영하지 못한다고 비판하며, 5월 7일 성명을 통해 "정부는 국민건강과 검역주권을 포기한 채 최소한의 안전장치마저 해제한 졸속적인 금번 협상을 무효화하고, 재협상을 추진 할 것을 강력히 촉구"하였고, 6월 7일 뉴욕에서는 대한민국 정부의 협상을 비판하는 촛불문화제가 개최되었다.
6월 1일 프랑스, 독일, 뉴질랜드에서도 쇠고기 협상을 비판하는 촛불집회가 개최되었다.
6월 7일 오스트레일리아 시드니에서도 촛불문화제가 개최되었다. 여기에서는 미국산 쇠고기 수입 반대, 이명박 퇴진, 경찰폭력 반대 등의 구호가 나왔다.

## 언론
2008년 4월 24일, 로이터 통신은 미국이 2009년부터 모든 종류의 동물사료에 특정 위험 물질(SRM)을 넣을 수 없도록 하는 정책을 발표했다는 기사의 말미에 대한민국의 쇠고기 협상 내용을 일부 소개했다.5월 3일, 월 스트리트 저널은 미국산 쇠고기 수입에 반발하는 대한민국인들 사이에 루머가 퍼지고 있다고 보도했다.5월 14일, CNN은 "국가 식품 체계가 붕괴되고 있다.(Nation's food system is collapsing.)"는 제목의 기사에서, 미국 내 검역관의 수가 규정에 크게 미치지 못해 쇠고기가 안전하게 관리되지 못하고 있다고 보도했다.2008년 5월 13일, 푸드컨셔머(미국의 소비자보호단체, Foodconsumer.org)는 광우병 발병 사례가 있더라도 미국 의료기관이나 의사들에게 고지 의무가 없어 정확한 통계 집계가 불가능하다고 지적했다.5월 16일, 미국 민주당의 유력 예비 대선 후보인 버락 오바마는 사우스다코타주 워터타운에서 열린 집회에서 “미국이 명백하게 최고의 안전기준을 가지고 있음에도 불구하고 한국과 일본에는 쇠고기를 수출할 수 없다”, “더 강한 협상가(tougher negotiator)가 대통령이 되어야 하며, 미국은 더 강한 협상을 해야 한다”면서 “그래서 우리가 (미국산 쇠고기를) 다른 나라 시장에 팔 수 있도록 해야 한다”고 말했다.6월 3일, 알렉산더 버시바우 주한미대사는 유명환 외교통상부장관과의 면담에서, 쇠고기 고시의 관보 게재를 연기한 것에 대해 "실망했다(disappointed)", "한국인들이 미국산 쇠고기에 관한 과학적 사실을 배우기를(learn) 희망한다"고 말했다.미국의 소비자연맹은, 미국 농무부가 쇠고기 가공업체의 광우병 전수검사를 허용할 것을 촉구하는 성명을 내고, 대한민국의 촛불집회를 언급하며 농무부가 미국 내 쇠고기업체들의 자발적인 광우병 검사를 금지함으로써 국내외의 소비자 신뢰를 저해하고 있다고 지적했다.
2008년 5월 9일, 타임즈는 TV 보도 프로그램과 복잡한 유전학 과학 논문, 그리고 루머의 원천인 온라인의 민감한 반응들이 수십만의 젊은 한국인들을 미국 쇠고기 수입을 반대하는 촛불 집회에 나서게 만들고 있다고 보도하고 이 집회에는 두가지 특징이 있는데 첫째는 반수 이상의 시위참가자들이 대학생 미만의 청소년이며 또하나는 온라인과 오프라인에 번지는 반외세정서의 격렬한 적의라고 하였다.
필리핀 국립대학의 사회학과 교수 월든 벨로는 이 문제가 미국에서 얼마나 철저히 검역을 하고 있는가 하는 문제와 상관이 없는 검역주권의 문제이고, 각국은 각자 사정에 맞는 검역 기준을 갖고 있어야 한다고 말했다. 또한, 대한민국은 뼈를 고아먹는 식문화를 가지고 있으므로 더욱 엄격하게 검역을 실시하는 권한을 가져야 한다고 말했다.

## 수입 현황

### 수입기준 비교
2008년 4월 23일 한미 쇠고기 협정이 체결될 당시 'OIE 기준이 과연 안전한가'라는 비판에 민동석 전 농업통상정책관은 다음과 같이 주장하였다.
| “ | 미국이 우리나라뿐 아니라 일본, 태국, 중국, 홍콩, 대만 등과 협상하고 있어 곧 (우리처럼) 타결 짓는 국가가 많을 것이다. | ” |

그러나 1년 후인 2009년 4월에도 여전히 일본과 중화민국 등은 미국과 협상 중이며 강경한 태도를 유지하고 있다. 오히려 미국축산협회가 미국 정부에 OIE 기준 철회를 요구하며 한발 물러선 상태이다.

#### 일본
2010년 3월 기준으로 일본은 20개월 미만의 쇠고기만 수입하고 있다.

#### 중화민국
2010년 1월 5일 중화민국 입법원은 미국산 쇠고기 중 월령과 관계없이 6개 부위(내장, 분쇄육, 뇌, 눈, 머리뼈, 척수)에 대한 타이완 수입을 금지하는 개정된 《식품위생관리법》을 통과시켰다. 최근 10년간 광우병이나 인간광우병(변형크로이츠펠트야콥병, vCJD)이 발생한 국가나 지역에서 생산된 6개 위험 부위와 관련 제품을 수입․ 수출․ 제조할 수 없다. 법률에 따라 미국산 쇠고기의 편도, 회장원위부(소장 끝)와 함께 6개 부위는 월령과 관계없이 수입이 금지된다.
미 농무성의 수출증명프로그램(EV)에 따른 아시아 국가 수출조건에 의한 수입조건은 다음과 같다.
| 국가     | 수입허용월령 | SRM 규정 / 제거부위                                                                   | 최종확인        |
| -------- | ------------ | ------------------------------------------------------------------------------------- | --------------- |
| 대한민국 | 30개월 미만  | 미국 FDA 기준/선진회수육(AMR) 금지                                                    | 2009년 6월      |
| 일본     | 20개월 미만  | 20개월 미만 - 내장, 분쇄육 / 모든 연령- 머리뼈, 뇌, 눈, 등                            | 2010년 5월      |
| 홍콩     | 30개월 미만  | 뼈없는 고기                                                                           | 2009년 4월      |
| 싱가포르 | 30개월 미만  | 편도, 뇌, 눈, 척수, 머리뼈, 척주, 회장원부위                                          | 2009년 4월      |
| 중화민국 | 30개월 미만  | 내장, 분쇄육(다진고기), 뇌, 눈, 머리뼈, 척수,편도, 소장 끝은 연령에 상관없이 수입금지 | 2010년 5월 23일 |
| 태국     | 30개월 미만  | 뼈없는 고기                                                                           | 2009년 4월      |
| 베트남   | 30개월 미만  | 쇠고기, 설육가공품                                                                    | 2009년 4월      |

### 수입량 추이
2009년 상반기 미국산 쇠고기의 수입량은 2만 1436t으로 호주산의 절반도 안되는 것으로 드러났으며, 국립수의과학검역원의 통계에 따르면 검역을 통과한 월별 미국산 쇠고기 수입량 추이와 관세청의 통관 기준으로 중심으로 한 실제 수입량 추이는 다음과 같다.
| 년도   | 월   | 검역총량(t) | 통관기준(t) | 비고            |
| ------ | ---- | ----------- | ----------- | --------------- |
| 2008년 | 7월  | 4,400       |             | 고시 후 첫 수입 |
| 2008년 | 8월  | 3,218       |             |                 |
| 2008년 | 9월  | 12,266      |             |                 |
| 2008년 | 10월 | 16,773      | 7,369       |                 |
| 2008년 | 11월 | 10,969      | 5,530       |                 |
| 2008년 | 12월 | 5,565       | 4,469       |                 |
| 2009년 | 1월  | 3,844       | 4,468       |                 |
| 2009년 | 2월  | 6,066       | 3,157       |                 |
| 2009년 | 3월  | 7,362       | 3,165       |                 |
| 2009년 | 4월  | N/A         | N/A         |                 |

미국 육류 수출협회가 밝힌 2000년~2009년까지의 대한민국의 미국산 쇠고기 수입 현황은 다음과 같다.
| 년도   | 수입량(톤) | 금액(백만$) |
| ------ | ---------- | ----------- |
| 2009년 | 55,535     | 216         |
| 2008년 | -          | -           |
| 2007년 | 22,596     | 107         |
| 2006년 | 21,409     | 101         |
| 2005년 | 7,764      | 42          |
| 2004년 | 364        | 296         |
| 2003년 | 19,191     | 76          |
| 2002년 | 18,612     | 56          |
| 2001년 | 13,126     | 46          |
| 2000년 | 20,741     | 64          |

2009년 들어서 미국소의 수입량은 꾸준히 늘었으나, 일반 가정용이나, 식당용은 거의 팔리지 않아 백화점, 마트에서는 진열조차 거의 하지 않는 것으로 드러났다. 증가하는 수입량의 대부분은 원산지 부담이 거의 없으며, 대량으로 납품되는 예식장이나, 뷔페용이 가장 많았다.

### 유통 업체

#### 수입업체
| 업체명                                       | 대표   | 상장여부 | 비고                                             |
| -------------------------------------------- | ------ | -------- | ------------------------------------------------ |
| (주)에이미트                                 | 박창규 | 미상장   | 업무방해죄로 PD수첩고소 전 전 한국수입육협의회장 |
| (주)이네트                                   | 박성민 | 코스닥   | 최대 수입업체                                    |
| 한일사료(주)                                 | 차상협 | 코스닥   |                                                  |
| 한미창업투자주식회사                         | 신기천 | 코스닥   |                                                  |
| 동혁한미축산 보관됨 2009-05-05 - 웨이백 머신 | 서정선 | 미상장   |                                                  |
| (주)네르프                                   | 이종경 | 미상장   |                                                  |
| (주)제니스유통                               | 이광석 | 미상장   |                                                  |
| (주)금강축산유통                             | 김돈형 | 미상장   |                                                  |
| 더그린월드(주)                               | 전성환 | 미상장   |                                                  |
| 필봉프라임엔터테인먼트                       | 박성민 | 미상장   |                                                  |
| (주)코스카                                   | 원석연 | 미상장   |                                                  |
| 미트엠트레이딩(주)                           | 원석연 | 미상장   |                                                  |
| (주)케이알푸드앤컴퍼니                       | 안중규 | 미상장   |                                                  |

#### 판매업체
- 롯데마트 (2008년 11월)
- 이마트 (2008년 11월)
- 홈플러스 (2008년 11월)
- 현대백화점 (2009년 4월 4일)
- AK플라자 (2009년 4월 10일)
- 신세계백화점 (2009년 4월 4일)

2009년 6월 신세계 백화점은 판매부진을 이유로 미국산 쇠고기 판매를 중단했다. 쇠고기 매출 가운데 미국산 비중은 0.4%로 떨어졌다고 밝혔다. 현대백화점도 미국산 쇠고기 판매 부진이 더욱 심해지면 매장에서 퇴출하는 방안을 검토할 계획을 밝혔다. 쇠고기 매출 중 미국산 비중은 1%대에 불과하다고 밝혔다.

### 정부청사의 미국산 쇠고기 사용 현황
2009년 10월 14일 민주당 최규식 의원이 공개한 행정안전부 및 경찰청 국감 자료에 따르면 경찰간부와 직원들이 이용하는 경기지방경찰청, 경찰청 본청 구내식당에서는 미국산 쇠고기를 전혀 사용하지 않은 것으로 드러났다. 하지만 전경에게 제공되는 쇠고기는 100% 미국산 쇠고기만으로 사용한 것으로 드러나 비판이 일기도 하였다. 조선일보도 정부 청사의 쇠고기 사용 실태를 조사한 결과 호주산을 99.9% 사용하고 있었다고 보도하였다.

### 기업들의 미국산 쇠고기 사용 현황
미국산 쇠고기의 안정성을 강조해온 조선일보가 소유한 코리아나 호텔에서도 호주산 쇠고기를 사용한다고 강조하고 있는 것으로 드러났다.

### 사고 목록
- 2009년 4월 13일 한국 까르푸(홈플러스), 폐기 처분해야 할 미국산 쇠고기를 유통[151]
- 2009년 8월 13일 국정감사에서 2009년 동안 수입된 쇠고기중 미국산이 검역 불합격 비중이 가장 높은 것으로 드러났다.[152]

## 관련 판결
- 2008년 12월 26일 헌법재판소는 수입 고시에 관한 헌법소원을 기각했다. (기각 5명, 각하 3명, 위헌 1명)[74] 결정문에서 헌법재판소는 해당 고시가 국민의 기본권을 불충분하게 보호한다고 단정할 수 없고 적절하고도 효율적인 최소한의 보호조치는 이행했다고 판단하였다.
- 2010년 1월 광우병 관련 보도를 했던 PD수첩 제작진들 전원에게 모두 무죄 판결이 내려졌다.[153]

같은날 법원은 "PD수첩의 'SRM 수입' 보도에 대해서도 '허위 보도가 아니다'라고 판결을 내렸다.
- 2010년 1월 26일 보수단체가 MBC <PD수첩>을 상대로 제기한 사과방송·정정보도·손해배상청구 관련 민사소송에서 PD수첩 제작진의 승소 판결을 내렸다.[155]

## 일지

### 2008년 이전
- 1992년 6월 11일 : 우루과이 라운드에 의한 한미 1차 쇠고기 협상. 미국측은 1997년 이후 쇠고기 완전 개방을 요구
- 1993년 6월 26일 : 한미 5차 쇠고기 협상 타결. 수입물량 증가, 완전개방 시기를 1997년 7월 이후로 연기.
- 1995년 12월 : 미국 측에서 쇠고기 등 5개 품목 재협상 요구, 2001년부터 관세 부과 형식으로 쇠고기수입 완전자유화 수용
- 1996년 3월 26일 : 광우병 파동
- 1998년 : 영국에서 vCJD로 사망한 환자의 혈액으로 만든 혈액제제가 대한민국에 유통, 1,492명에게 투여. 복지부와 적십자사에 대한 2003년도 정기감사자료에서 확인
- 2003년 12월 27일 : 미국 소해면상뇌증 발생으로 미국산 쇠고기 수입 전면 금지[156]
- 2006년 9월 8일 : 30개월 미만의 뼈 없는 고기로 제한하여 수입 재개 승인
- 2006년 11월 24일 : 수입 쇠고기에서 뼈조각이 발견되어 일부 수입 중단
- 2007년 3월 28일 : '한국이 축산물과 관련하여 미국 검역 시스템을 인정한다'는 내용의 한미 축산물 위생검역 기술협의 양해 문서 작성
- 2007년 4월 2일 : 한미 FTA 협상 타결
- 2007년 5월 22일 : 국제수역사무국, 미국을 광우병통제국(2등급)으로 판정
- 2007년 8월 2일 : 수입 쇠고기에서 척추뼈가 발견되어 수입 중단
- 2007년 8월 24일 : 수입 재개
- 2007년 10월 5일 : 수입 쇠고기에서 등뼈가 발견되어 수입 중단
- 2007년 10월 : 한미 쇠고기 1차 협상. SRM 수입 불허로 협상 결렬

### 2008년
- 2008년 4월 11일 : 한미 쇠고기 2차 협상 개시
- 2008년 4월 18일 : 한미 쇠고기 2차 협상 타결
- 2008년 4월 19일 : 한미정상회담 (데이비드 캠프)
- 2008년 4월 25일 : 미 식품의약국(FDA), 강화된 사료 조치 공표
- 2008년 4월 29일 : 문화방송 PD수첩에서 미국산 소의 위험성을 다룬 1차 방송 방영.
- 2008년 5월 2일

대한민국 정부, 미국산 소고기 안전성 기자회견
미국산 쇠고기 수입협상 반대시위 시작
- 2008년 5월 4일 : 인터넷을 통한 이명박 대통령 탄핵 서명 100만 명 돌파 (2008년 12월 31일까지 총 138만1787명으로 마감됨.)
- 2008년 5월 5일

대한민국 정부, 주요 일간지 광고 게재 시작, 청와대 등 홈페이지에 '광우병 괴담 10문 10답' 게재
강기갑 의원, 구 농림부 전문가 회의 자료 공개
- 2008년 5월 6일 : 대한민국 정부, 인터넷을 통한 대국민홍보 시작, 미국산 쇠고기 안전성 설명회
- 2008년 5월 7일 : 쇠고기 청문회
- 2008년 5월 8일 : 문화방송, 100분 토론에서 미국산 소고기 수입 협상 문제 3시간 동안 토론.
- 2008년 5월 9일

대한의사협회, 변종 크로이츠펠트-야코프 병(인간 광우병)에 대해 입장 발표
보건의료단체연합과 수의사연대, '10문 10답 반박' 발표.
정부, PD수첩 제작진 허위사실 유포 및 명예훼손 혐의로 고소
- 2008년 5월 12일 : 대한민국 정부, 미국 관보 오역 시인.
- 2008년 5월 13일 : 문화방송 PD수첩에서 미국산 소의 안전성 문제를 다룬 2차 방송 방영.
- 2008년 5월 14일 : 한미 FTA 청문회
- 2008년 5월 15일 : 언론중재위원회, PD수첩 광우병 관련 보도 내용에 대해 반론·정정보도 직권결정
- 2008년 5월 19일 : 한미 쇠고기 협상 추가협의.
- 2008년 5월 22일 : 이명박 대통령, 대국민 담화문 발표.
- 2008년 5월 23일 : 정운천 농식품부 장관 해임건의안이 부결됨.
- 2008년 5월 24일 : 정운천 장관 해임건의안 부결 등으로 인해 협상반대 촛불시위가 가두시위로 확대됨. 경찰에 의한 시위대 연행 발생.
- 2008년 5월 29일 : 새로운 위생조건이 정운천 장관에 의해 고시됨.
- 2008년 5월 30일 : 진보신당，통합민주당, 자유선진당, 민주노동당, 고시에 대한 헌법소원을 냄.
- 2008년 6월 2일 : 수입 고시를 관보에 싣는 것을 유보. 따라서 쇠고기 수입이 연기됨.
- 2008년 6월 5일 : 민변, 9만6천명 명의로 고시에 대한 헌법소원을 냄.
- 2008년 6월 10일 : 전국적으로 15만 명(경찰 추산)/100만 명(주최측) 규모의 촛불집회 열림.
- 2008년 6월 14일 ~ 6월 19일 : 한미 쇠고기 협상 추가협의.
- 2008년 6월 19일 : 대통령 특별기자회견에서 대국민 사과.
- 2008년 6월 20일 : 농수산부, PD수첩 명예훼손 혐의로 대검찰청에 수사 의뢰
- 2008년 6월 21일 : 한미 쇠고기 추가협상 내용 발표.
- 2008년 6월 24일 : MBC PD수첩 '긴급취재-쇠고기 추가협상 무엇을 얻었나' 방영
- 2008년 6월 26일 : 쇠고기 협상 내용 고시(관보에 게재)
- 2008년 7월 1일 : 육류수입업체 `에이미트', 미 쇠고기 시중 판매 개시[157]
- 2008년 7월 8일 쇠고기 원산지 표시제도 시행
- 2008년 7월 8일 차명진 의원 외 한나라당 의원들 30개월 미만 미국산 쇠고기 시식회
- 2008년 7월 11일 검찰, PD수첩 제작진 김보슬·이춘근 PD 및 작가 2명 출석 통보
- 2008년 7월 14일 : 국회 쇠고기 국정조사 시작

농수산부, PD수첩 해명보도 방송통신심의위원회에 제제 요청
- 2008년 7월 15일 : PD수첩 '오역 실수' 반론보도, 남부지법서 PD수첩 첫 공판
- 2008년 7월 16일 : 방송통신심의위원회, PD수첩 '시청자에 대한 사과' 제재 의결
- 2008년 7월 29일 : 검찰 중간수사 결과 발표, 왜곡보도로 잠정 결론
- 2008년 7월 30일 : 광우병국민대책회의 전문가자문위원회, 검찰 수사 반박 기자회견
- 2008년 7월 31일 : 서울남부지법, '광우병 보도' 일부 내용에 대해 정정 및 반론보도 판결
- 2008년 8월 1일 : 국회 쇠고기 국정조사특위 활동 시작
- 2008년 8월 11일 : 육류수입업체 `네르프', LA갈비 등 뼈있는 미 쇠고기 판매 개시[157]
- 2008년 9월 5일 : 청문회(국회 쇠고기 국정조사 종료)
- 2008년 11월 25일 : 이마트, 홈플러스, 롯데마트, 미 쇠고기 판매 재개 결정[157]
- 2008년 12월 26일 : 헌재, 고시에 대한 헌법소원을 기각함.[74]

### 2009년
- 2009년 1월 7일 : PD수첩 전담수사팀장 임수빈 서울중앙지검 형사2부장 사표 제출
- 2009년 2월 12일 : 번역가 정지민씨 소환
- 2009년 2월 17일 : 법원, PD수첩 보도에 대한 손해배상소송을 기각함.[158]
- 2009년 3월 3일 : 정운천·민동석, PD수첩 제작진 6명을 명예훼손 혐의로 고소.[159]
- 2009년 3월 5일 : 검찰, 제작진과 작가들의 e-메일과 휴대전화 통화기록 압수수색
- 2009년 3월 25일 : 검찰, PD수첩 이춘근 PD 체포.[159]
- 2009년 3월 27일 : 제작진 자택 등 압수수색, 이춘근PD 석방
- 2009년 4월 8일 : 검찰, MBC본사 압수수색 및 제작진 체포영장 집행 시도
- 2009년 4월 15일 : 검찰, 김보슬 PD 긴급체포
- 2009년 4월 22일 : 외통위 박진 위원장, 한미 FTA 비준동의안 날치기 처리

검찰, MBC본사 압수수색 및 제작진 체포영장 집행 2차 시도
- 2009년 4월 27일 : 검찰, 조능희 전 CP 및 송일준 PD, 김은희·이연희 작가 등 제작진 4명 체포
- 2009년 6월 17일 : 서울고법, 농수산부 PD수첩 상대 반론·정정보도 청구 항소심서 원고 일부 승소 판결
- 2009년 6월 18일 : 검찰, 조능희 CP, 송일준·김보슬·이춘근PD, 김은희 작가 등 5명 명예훼손 및 업무방해 혐의 불구속 기소, 이연희 작가 기소유예, 이승구 프리랜서 PD 공소권 없음 처분
- 2009년 7월 9일 : MBC PD수첩 제작진 미국쇠고기 정정보도 판결 불복해 대법원에 상고[160]
- 2009년 8월 10일 : 미국산 쇠고기 수입 업체가 "광우병이 득실거리는 소를 뼈째로 수입하다니 차라리 청산가리를 입안에 털어 넣는 편이 낫겠다"라는 발언을 한 배우 김민선과 MBC PD수첩을 상대로 손해배상 청구 소송[161]

### 2010년
- 2010년 1월 20일 : 서울중앙지법, "PD수첩이 왜곡보도를 했다고 볼 수 없으며, 수입협상단에 대해서도 명예훼손죄가 성립될 수 없다"며 PD수첩 제작진 전원에게 무죄 판결.[162]
- 2010년 2월 9일 : 서울남부지법 민사합15부는 배우 김민선(김규리)에게 손해배상청구 소송을 낸 (주)에이미트와 (주)오래드림에 대해 원고 패소 판결.[163]
- 2010년 5월 11일 : 조선일보의 촛불시위 참가자 인터뷰 왜곡보도, 이명박 대통령은 촛불시위에 참여했던 지식인과 의학계인사의 반성요구[164][165][166]
- 2010년 11월 11일 한미 FTA 협상 과정 중에 대한민국측은 미국산 쇠고기 수입과 관련해서 논의를 하지 않고 있다고 밝혀왔으니 이는 거짓으로 드러났으며 지속적으로 협상을 해온 것으로 밝혀졌다.[167]

## 같이 보기
- 소해면상뇌증(BSE) - 광우병(MCD)의 학명(學名)이다.
- 크로이츠펠트-야코프병(CJD) - '변종 크로이츠펠트-야코프병'(vCJD)은 '인간 광우병'이라고도 한다.
- 2008년 대한민국의 촛불 시위
- 이명박 심판을 위한 범국민운동본부
- 한미FTA
- 미국축산협회(NCBA)
- 일본 미국산 쇠고기 수입 논란
- 광우병 문제
- 광우병 국민대책회의
- 다우너 소
- 공장형 축산
- 패스트푸드 네이션
- 이력추적제
- 미트릭스(Meatrix)
- PD수첩의 미국산 쇠고기 관련 보도
- 국제수역사무국 (OIE)

#### 홈페이지
- 한미 쇠고기 수입위생조건 기술협의 - 대한민국 농림수산식품부.

#### 보도 및 논평

##### 2001년
- 광우병 도살 소 대북지원 논란…독일·스위스 제공, 《동아》, 2001.2.

##### 2006년
- ‘쇠고기 파수꾼’ 남호경 전국한우협회장, 《신동아》, 2006.3.
- 얼굴 없는 공포, 광우병, 《KBS 스페셜》, KBS, 2006.10.29. 방영
- 미국산 쇠고기, 수의사가 막는다, 《한겨레21》, 2006.11.

##### 2007년
- 인간광우병, 국산 쇠고기도 안전지대 아니다!, 《신동아》, 2007.9.

##### 2008년
- 안 먹을 수 없는 너, 《한겨레21》, 2008.5.1.
- 미국인들도 미국산 꺼려 호주서 수입한다는데…[깨진 링크(과거 내용 찾기)], 《동아일보》, 2008.5.3.
- 광우병 날뛰어도 못 잡겠네,《한겨레21》, 2008.5.15.
- 김영수, 〈광우병, 그 괴담과 과학 사이에서 놓친 것들〉, 《오마이뉴스》
  - 미국산만 저질이고, 한국산은 안전한가? / 쇠고기에 대한 '어설픈 애국심'은 버려라, 2008.5.20.
  - '미국산 고급육=30개월 미만'이라는 건 '괴담', 2008.5.22.
  - 거액 광우병 소송과 오프라 윈프리 학습효과, 2008.5.26.
  - 준비된 건 없지만, 그래도 '고시'는 한다?, 2008.5.29.
- 광우병 걸릴 확률? 아무도 모른다, 《한겨레21》, 2008.5.21.
- 버시바우에 과학 한수 가르쳐준 한국 과학자들, 《미디어오늘》, 2008. 6. 4.
- 쇠고기 재협상은 불가능한가?, 《KBS 스페셜》, KBS, 2008.6.8. 방영
- 한나라당 의원 30개월 미만 미국산 쇠고기 시식회 《YTN 돌발영상》2008.7.8.
- 미국산 소고기 수입과 광우병 논쟁[깨진 링크(과거 내용 찾기)]《바른 과학기술사회 실현을 위한 국민연합》2008-12-23

##### 2009년
- (일지)PD수첩 광우병 방송부터 제작진 체포까지《뉴시스》2009-03-26 00:27:14